# Bóbr europejski
Bóbr europejski, także: bóbr zwyczajny, bóbr rzeczny, bóbr wschodni (Castor fiber) – gatunek ziemno-wodnego gryzonia z rodziny bobrowatych (Castoridae). Uważa się go za największego gryzonia Eurazji: masa ciała dorosłego osobnika dochodzi do 29 kg, a długość ciała do 110 cm. Jest zwierzęciem silnie terytorialnym, rodzinnym i zasadniczo monogamicznym; wiedzie nocny tryb życia. Posiada szereg cech morfologicznych, które ułatwiają mu prowadzenie ziemnowodnego trybu życia – może przebywać pod wodą bez przerwy nawet do 15 minut. Bóbr należy do nielicznego grona gatunków, które potrafią przystosować środowisko do własnych potrzeb. Dzięki wyjątkowo silnym siekaczom bobry potrafią ściąć bardzo grube drzewa, o średnicy nawet do 1 m. Do najbardziej charakterystycznych śladów funkcjonowania bobrów w środowisku należą budowane przez nie tamy i żeremia.
W przeszłości zasięg występowania gatunku obejmował całą strefę umiarkowaną Europy i Azji, do czasów dzisiejszych wyginął w wielu regionach Europy. Można go spotkać w północnej części Eurazji: od Francji, przez Europę Środkową, Skandynawię, po Rosję, wraz z azjatycką jej częścią, a także w chińskim regionie Sinciang i w zachodniej Mongolii.
W większości krajów europejskich Castor fiber podlega ochronie na podstawie dwóch aktów prawnych: Konwencji o ochronie gatunków dzikiej flory i fauny europejskiej oraz ich siedlisk oraz dyrektywy siedliskowej. W Polsce jest gatunkiem częściowo chronionym.

## Dane historyczne

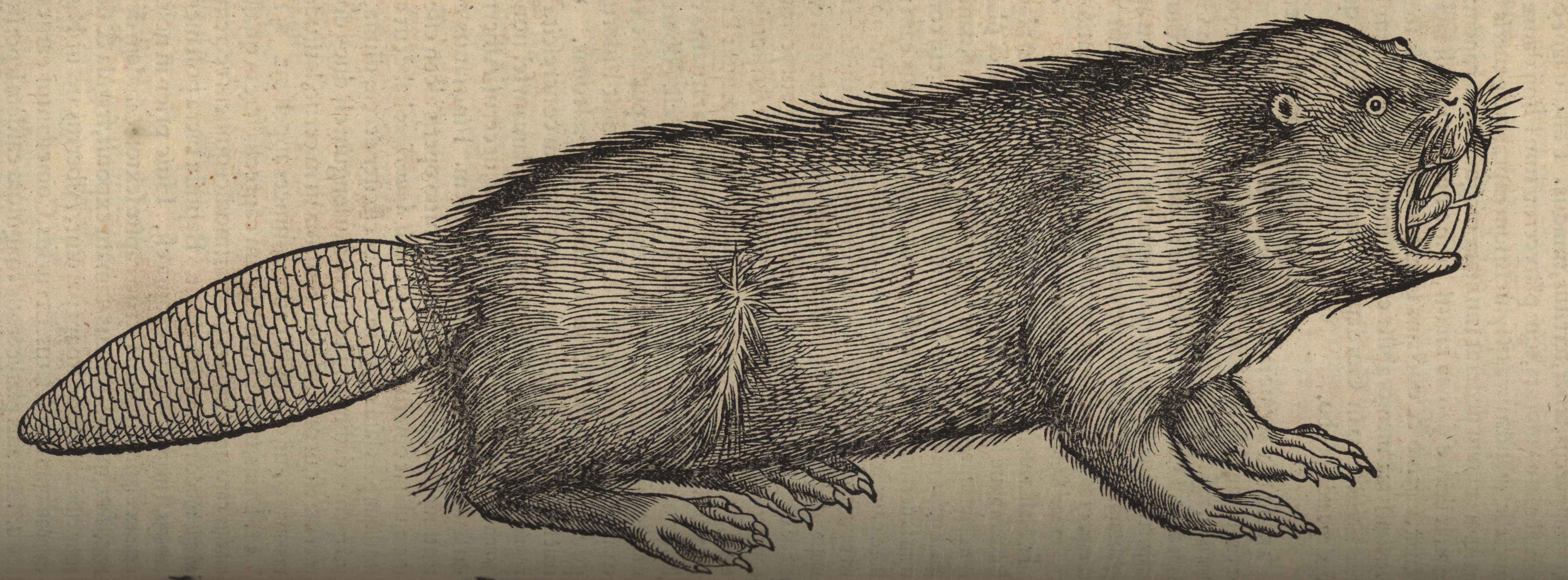
Bóbr na drzeworycie Konrada Gesnera (1551)

Do najstarszych, starożytnych przekazów wspominających o bobrach należy jedna z bajek Ezopa. Przedstawiony w niej gryzoń zostaje osaczony przez myśliwych i w obawie o swoje życie postanawia odgryźć sobie (stosowane w medycynie) jądra, co ma sprawić, że w oczach polujących stanie się bezwartościowym łupem, a w rezultacie zabezpieczy go przed śmiercią. Sugestia, że bobry są zdolne do autokastracji, była powtarzana przez wieki. Sam termin kastracja jest silnie wiązany z łacińskim określeniem bobra – „castor”. Uznawany jest za pochodną nazwy zwierząt, bądź – jak twierdził w VII w. Izydor z Sewilli – za jej źródłosłów (od: castrare). Izydor podawał także alternatywne nazwy dla bobrów: „fibri”, oraz „pies pontyjski”.

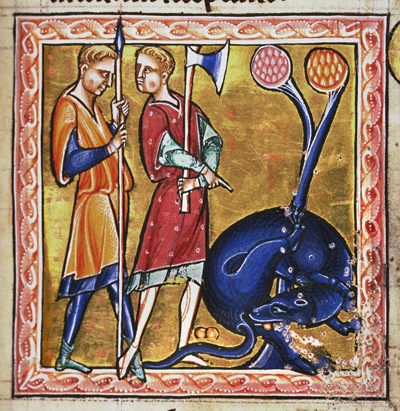
Bóbr na karcie z Bestiariusza z Aberdeen (XII w.)

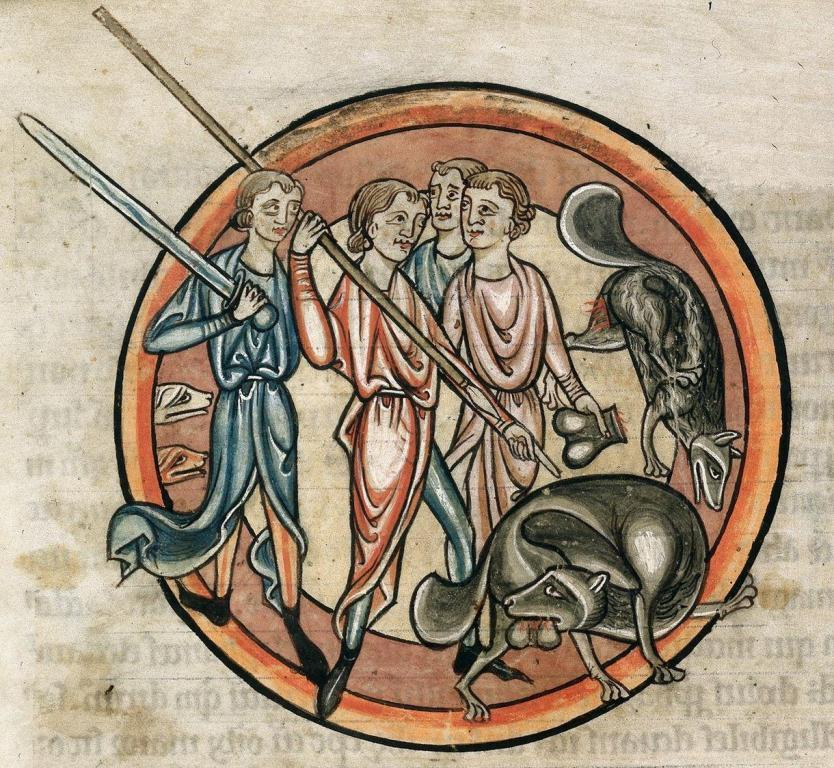
Osaczony bóbr dokonuje autokastracji –
iluminacja z Salisbury Bestiary (XIII w.)

Do najstarszych pisanych informacji na temat bobrów należy zaliczyć skąpą, kilkuzdaniową wzmiankę Arystotelesa zawartą w „Historia animalium” w połowie IV w. p.n.e. Kilka wieków później Pliniusz Starszy powtarzał w swojej „Naturalis Historiae” informację na temat rzekomej autokastracji bobrów w sytuacji zagrożenia, ostrzegał przed ostrymi niczym nóż zębami, za pomocą których bóbr może ścinać drzewa i podawał wzmiankę o ogonie podobnym do ryby. Nieco później grecki medyk Pedanios Dioskurydes podawał w „De Materia Medica” opis możliwości stosowania castoreum w celach medycznych. Naukowe informacje na temat biotopu, behawioru i fizjologii bobrów podał dopiero Albert Wielki w wydanym w XIII wieku dziele „De animalibus”.
Na bobry polowano przede wszystkim dla skór i mięsa. Ceniony był także tak zwany „strój bobrowy”, czyli wydzielina gruczołów płciowych, której przypisywano cudowne właściwości lecznicze. Do XII wieku zasięg występowania gatunku C. fiber był ustabilizowany i nie zmieniał się w całej Europie. Bobry występowały niemal na całym kontynencie, z wyjątkiem Włoch, Grecji, Irlandii i Danii. Zamieszkiwały także tereny Pontu, o czym wspominali zarówno żyjący w I w. Pliniusz Starszy, jak i Bartholomeus Anglicus w wydanym w XIII w. „De proprietatibus rerum”. W Anglii i Walii bobry wyginęły w XIII wieku. W wieku XVI zostały wyniszczone w Siedmiogrodzie i Belgii. Na przestrzeni XVII wieku gatunek zniknął z Półwyspu Iberyjskiego i zachodniej Francji. Znacznie też zmniejszył się zasięg występowania w Finlandii. W XVIII wieku zmalała liczebność bobrów w Rosji i Europie zachodniej. Do początku XX wieku bobry wyginęły w Austrii, Szwecji, Szwajcarii, Finlandii, Armenii, Jugosławii, Mołdawii. Przyczynami tych zmian były intensywna gospodarka łowiecka i zmiany w ukształtowaniu terenu. W najbardziej kryzysowym okresie populacje bobrów na terenie Europy liczyły jedynie około 1200 osobników. Po II wojnie światowej liczebność populacji w Polsce wynosiła tylko około 130 osobników.

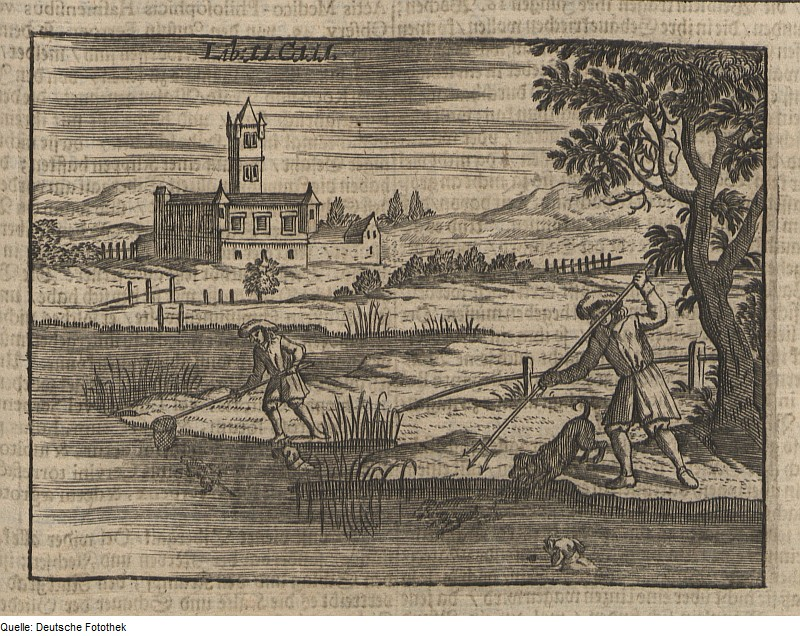
Polowanie na bobry – miedzioryt z 1695 roku

### Historia bobrów na ziemiach polskich
Badania archeologiczne wykazały, że już 10-7 tys. lat temu ludy zamieszkujące ziemie polskie ceniły sobie możliwość pozyskiwania bobrowych skór i mięsa. W średniowiecznej Polsce bobry były rozpowszechnione na terenie całego kraju. Słowo bóbr było obecne w języku polskim już od XIII wieku. Bóbr stanowił obiekt szczególnej troski królów i książąt polskich. Na początku XI wieku Bolesław Chrobry zabronił polowania na bobry na podległych mu terenach łowieckich. Ustanowił urząd bobrowniczego, który sprawował opiekę nad bobrami żyjącymi na podległym mu obszarze.
Królowie utrzymywali straż bobrowniczą i dbali o bobry, gdyż były one własnością królewską, ich eksploatacja – monopolem, a skóry miały wartość obiegową w handlu wymiennym. Podatki oraz kary płacono nawiązką skór bobrowych. W XIII wieku liczebność tych zwierząt zaczęła spadać.
„W ubiorach przodków naszych futra bobrowe były wysoko cenione i powszechnie przez możnych na kołnierze i kołpaki używane. Za doby Piastów był urząd bobrowniczego, do którego należała hodowla i opieka nad bobrami w obrębie ziem jego księcia. Dozorca żeremi, czyli miejsc w których bobry mieszkały gromadnie w swoich chatach, zwanych gonami, nazywał się bobrownikiem. Od osad takich bobrowników powstały istniejące dotąd nazwy podobne wsi i miasteczek. Ludzie ci uwalniani byli spod władzy wojewodów, kasztelanów i innych, aby nie mieli przeszkód w spełnianiu swoich obowiązków, zależąc wyłącznie od króla lub książąt panujących. Czacki przytacza rejestr, podany w 1229 r. przez Jaśka z Makowa księciu Konradowi mazowieckiemu, z którego widać, jak starannie prowadzona była hodowla bobrów na Mazowszu w XIII wieku, jak baczono na maść przy rozmnażaniu się bobrów, aby była jednakowa i ciemna. Gdzieś nad Narwią za Pułtuskiem było obliczonych 251 nigricini castores, z których wzięto na dwór książęcy 101, a na sprzedaż 50. Ogół dochodu z bobrów ks. Ziemowita mazow. wynosił w jednym roku na późniejszą monetę złp. 1300. Donosi także Jaśko bobrownik, że drzewa im klonowego wiele zostawił, którego będą miały zasób na przezimowanie. W Krakowskiem znane były żeremia bobrowe nad Nidą, w Wielkopolsce nad Notecią, w Lubelskiem nad Wieprzem, ale podobno najliczniejsze były na Podlasiu nad górną Narwią i Biebrzą, którą dawniej nazywano Bobrą od obfitości tych zwierząt” (Zygmunt Gloger – „Encyklopedja staropolska ilustrowana”).
Statuty litewskie z 1529 roku uwzględniały ochronę bobrów, wprowadzając zasady ochrony żeremi i samych zwierząt, a także ustanawiając kary za ich nieprzestrzeganie: „kiedy kto ma w czyjej ziemi bobrowe gony, ma prawo żądać, aby właściciel tego gruntu, ani sam, ani ludziom nie pozwalał podorać pole albo karczować sianożęć w odległości jednego rzucenia kija od tego żeremia”. Tak zdefiniowana ochrona obejmowała bobry aż do 1840 roku, ale nie ustanawiała ona żadnej kontroli nad odłowem. W 1881 roku Józef Łoziński, autor monografii bobra, napisał: ... czy i gdzie on dzisiaj u nas istnieje, nie wiadomo. Zdaje się, że należy do zwierząt zupełnie wytępionych, nigdzie bowiem o nim wzmianki nie znajdujemy. Mimo wczesnego wprowadzenia takich form ochrony bobry prawie wyginęły.

## Systematyka
Rodzaj Castor został oznaczony przez Karola Linneusza w 10 edycji Systema Naturae w 1758 roku jako takson monotypowy (C. fiber) z typową lokalizacją w Szwecji. Drugi gatunek – Castor canadensis – został opisany w 1820 roku przez niemieckiego zoologa Heinricha Kuhla. W roku 1979 Leonid Ławrow zaproponował wydzielenie populacji zachodnioeuropejskiej jako odrębnego gatunku (Castor albicus Matschie 1907). Większość zoologów nie zaakceptowała jednak tej propozycji.
Niemiecki zoolog Dietrich Heidecke w pracy z 1986 roku opisał osiem podgatunków, a w 1992 francuska zoolog Geraldine Véron wyróżniła ich sześć, lecz ze względu na niejasne granice poszczególnych populacji oraz zafałszowanie obrazu historycznymi translokacjami i reintrodukcjami podziały te nie zostały sprecyzowane.
W 2005 roku zespół naukowców opublikował wyniki badań filogenetycznych z wykorzystaniem mitochondrialnego genu cytochromu b. Badania nie zakończyły się jednak ustaleniem poprawnego podziału systematycznego w obrębie C. fiber. Naukowcy określili osiem populacji, lecz ze względu na liczne introdukcje i translokacje zwierząt nie mogli rozstrzygnąć systematyki dwóch populacji reliktowych wschodniej grupy bobra europejskiego. Wskazali, że dla 1–3 potencjalnych taksonów używane są trzy nazwy (C. f. belorussicus, C. f. orientoeuropaeus i C. f. vistulanus Matschie, 1907) i zastrzegli, że w sytuacji, gdyby dalsze badania wskazały na istnienie jednego taksonu, winien on nosić nazwę C. f. vistulanus. Badacz polskiej populacji Jan Goździewski potwierdza, że jest ona populacją hybrydową powstałą w wyniku reintrodukcji bobrów białoruskich i woroneskich na tereny przygraniczne Polski. W północno-wschodniej Polsce bobry pojawiły się w wyniku późniejszych migracji.
Typowe lokalizacje poszczególnych populacji przedstawiają się następująco:
- C. f. albicus Matschie, 1907 – Niemcy;
- C. f. ssp1 – Polska, Litwa;
- C. f. ssp2 – Rosja;
- C. f. birulai Serebrennikov, 1929 – Mongolia;
- C. f. fiber L., 1758 – Norwegia;
- C. f. galliae Geoffroy, 1803 – Francja;
- C. f. pohlei Serebrennikov, 1929 – Rosja;
- C. f. tuvinicus Ławrow, 1969 – Rosja.

Zespół badawczy wykluczył oznaczenie odrębnego gatunku C. albicus (Lavrov 1979), bowiem zachodnioeuropejska populacja C. f. albicus wykazuje bliskie pokrewieństwo z pozostałymi populacjami. Równocześnie badania wykazały istnienie dwóch wyraźnych grup filogenetycznych: zachodniej (C. f. gallicus, C. f. albicus i C. f. fiber) i wschodniej (C. fiber ssp., C. f. tuvinicus, C. f. pohlei, C. f. birulai).
W polskiej literaturze zoologicznej spotykane są polskie nazwy dla poszczególnych populacji:
- C. f. albicus – bóbr z dorzecza Łaby lub bóbr łabski;
- C. f. birulai – bóbr mongolski;
- C. f. fiber – bóbr skandynawski lub bóbr szwedzki;
- C. f. galliae – bóbr z dorzecza Rodanu;
- C. f. pohlei – bóbr uralski;
- C. f. vistulanus – bóbr z dorzecza Wisły lub bóbr wiślany.

Polskie słowo bóbr pochodzi od nazwy koloru ciemnobrunatno-czerwonego.

## Kopalne ślady występowania bobra
Na przestrzeni lat naukowcy opisali około 30 rodzajów kopalnych bobrów (w rozumieniu – Castoridea), wyłącznie z półkuli północnej. Najstarszy znany okaz bobra kopalnego Agnotocastor żył we wczesnym oligocenie 30 milionów lat temu na terenie Ameryki Północnej, a przodek bobrów powstał w eocenie. Linia bobrów prowadząca półwodny tryb życia i ścinająca drzewa wyodrębniła się na początku miocenu. Zarówno rodzaj Castor, jak i gatunek Castor fiber znane są od górnego miocenu.
Kopalne ślady Castor fiber znajdowano na terenie całej Polski. Znaleziska tego gatunku notowane są w Polsce z późnego plejstocenu i holocenu. Najstarsze kopalne ślady występowania bobrów na terenie Niżu Polskiego odkryto na stanowisku archeologicznym w Bruszczewie. Datowano je na epokę brązu – około 1340 lat p.n.e.

## Genetyka
Garnitur chromosomowy Castor fiber tworzy 48 par chromosomów. Dla porównania kariotyp bobra kanadyjskiego (C. canadensis) składa się z 40 par chromosomów. Mimo nakładania się zasięgu populacji C. fiber oraz wsiedlonej w Rosji populacji C. canadensis, a także obserwowanych przez naukowców kopulacji mieszanych par zwierząt tych gatunków, nie dochodziło do ciąży samic. W Finlandii populacje bobrów kanadyjskich podlegają regularnej kontroli, tak by nie dopuścić do nakładania się zasięgów obu gatunków.
W 2014 roku na łamach czasopisma „Molecular Ecology” opublikowano wyniki badań porównawczych pod kątem historycznego zróżnicowania genetycznego Castor fiber przeprowadzonych przez naukowców z Niemiec, Polski, Norwegii, Rosji, Szwecji, Austrii, Holandii, USA i Nowej Zelandii. Autorzy przebadali materiał genetyczny z kości 48 żyjących w przeszłości przedstawicieli europejskich bobrów i porównali otrzymane dane z wynikami badań 152 bobrów żyjących współcześnie. Badania wykazały, że populacje C. fiber należą do trzech głównych grup genetycznych, z których dwie zasiedliły odpowiednio wschodnią i zachodnią część Europy i przetrwały do czasów współczesnych. Trzecia, o której istnieniu nic nie wiedziano, przez mniej więcej 6 000 lat zamieszkiwała na terenach dorzecza Dunaju, a wyginęła między XVIII a XIX wiekiem naszej ery. Naukowcy zwrócili uwagę, że zróżnicowanie genetyczne dwóch zachowanych populacji wyraźnie się zmniejszyło na przestrzeni wieków.

## Budowa ciała

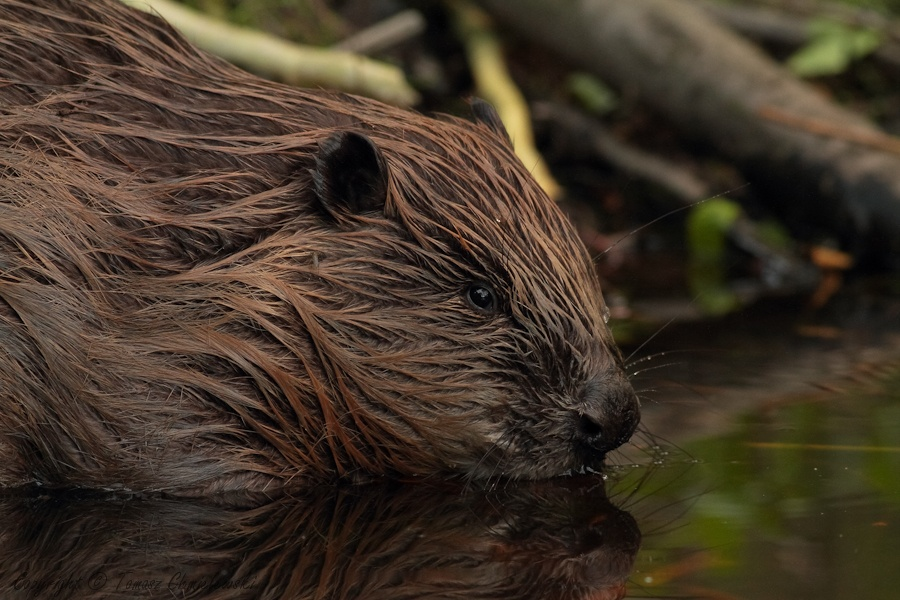
Głowa bobra z okolic Kącka, Mazowsze

Tylne łapy masywne i silne, zakończone palcami połączonymi błoną pławną. Ogon na lądzie stanowi mocną podporę (Mierlo, Holandia)

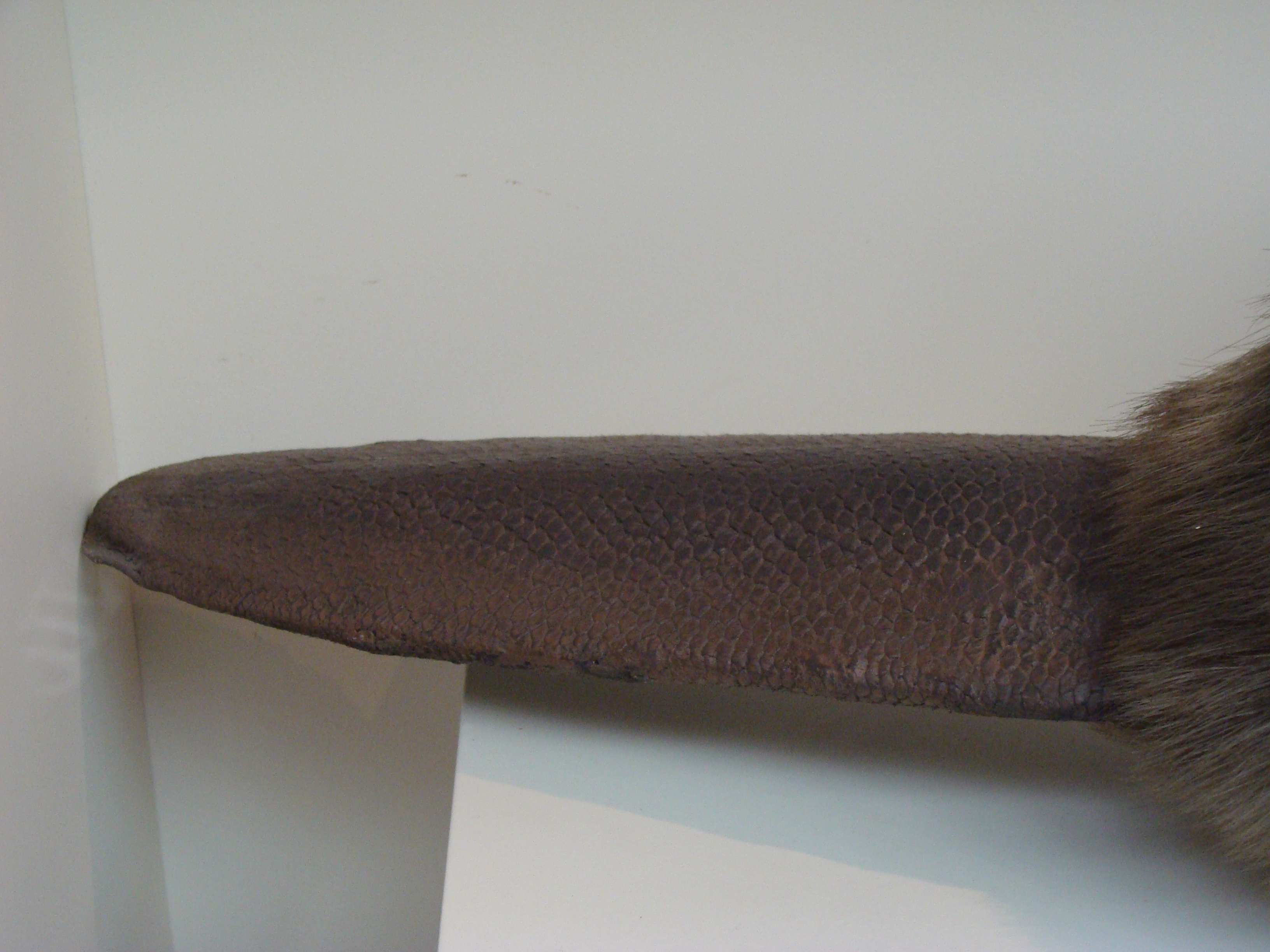
Ogon bobra – eksponat Muzeum Historii Naturalnej w Londynie

Bóbr europejski jest największym gryzoniem Eurazji. Głowa niemal bez zaznaczenia szyi przechodzi w masywny tułów o opływowym kształcie. Taka budowa ciała ułatwia pływanie i nurkowanie. Przednie łapy są chwytne, zaś tylne masywne i silne, zakończone palcami połączonymi błoną pławną. Małe oczy wyposażone są w trzecią, przezroczystą powiekę, która zapewnia ochronę podczas nurkowania. Ogon jest duży, spłaszczony, pokryty zrogowaciałą łuską, spomiędzy której wyrastają rzadkie włosy. Pozwala on na sterowanie podczas pływania i stanowi naturalną podporę podczas pobytu na lądzie. Stanowi także naturalny magazyn tłuszczu i jest organem termoregulacyjnym organizmu.
Bóbr ma najwyższy wśród gryzoni stosunek masy mózgu do masy ciała, co ma swoje odzwierciedlenie w zachowaniu i zdolności do działania nie tylko instynktownego, ale także logicznego. Bobry potrafią skonstruować stopnie z gałęzi i mułu, by móc się wspiąć wyżej i sięgnąć do elementu wznoszonej konstrukcji lub pokonać przeszkodę. Inteligencja bobra jest porównywana do poziomu inteligencji szczura.
|                 | wymiar                  |
| --------------- | ----------------------- |
| długość ciała   | 90–110 cm               |
| długość ogona   | 20–25 cm (lub do 37 cm) |
| szerokość ogona | 11–17 cm                |
| masa ciała      | 18–29 kg                |

W okolicy odbytu zlokalizowane są dwa gruczoły przyodbytowe (analne) oraz dwa worki strojowe (gruczoły prepucjalne). Mają one duże znaczenie w komunikacji zapachowej. Wydzielina gruczołów przyodbytowych pomaga we wzajemnym rozpoznawaniu się osobników, zaś strój bobrowy służy do oznaczania terytorium.
Przewód pokarmowy bobra jest ukształtowany w sposób typowy dla gryzoni. Bardzo duże jelito ślepe ma dwa razy większą pojemność niż żołądek. Jelito cienkie również osiąga znaczną długość, będąc sześciokrotnie dłuższe od wymiaru ciała.
Dymorfizm płciowy nie występuje. Zewnętrzne organy płciowe znajdują się w pseudokloace. Rozróżnienie płci możliwe jest tylko poprzez wymacanie kości prąciowej w pseudokloace, poprzez prześwietlenie RTG lub badania genetyczne.
Skóra bobra pokryta jest gęstym, miękkim i błyszczącym futrem. Włosy puchowe mają długość około 2 cm, zaś włosy okrywowe około 7 cm. Futro jest bardzo gęste – na jednym centymetrze kwadratowym skóry wyrasta 12–23 tys. włosów. Włosy okrywowe są węższe u nasady, a szersze przy końcu, dzięki czemu podczas nurkowania w futrze zostaje zamknięte powietrze, dzięki czemu bóbr zyskuje dodatkową warstwę izolacyjną i większą siłę wyporu.
Umaszczenie Castor fiber jest zróżnicowane – od czarnego, przez odcienie brązu, do jasnego. Ubarwienie ciemniejsze jest typowe dla północnych części zasięgu bobra europejskiego (Skandynawia, Syberia), jaśniejsze – dla południowych (Mongolia). Bóbr wiślany (C. f. vistulanus) należy do podgatunków o ciemnym ubarwieniu. W Polsce występują populacje, w których funkcjonują równolegle osobniki czarne i brązowe. Umaszczenie czarne jest cechą recesywną. Fakt, że w Polsce odsetek osobników czarnych jest wyraźnie większy, niż wynikałoby to ze statystycznych symulacji praw dziedziczenia, najprawdopodobniej wynika z długotrwałej selekcji prowadzonej przez myśliwych aż do XVIII wieku.

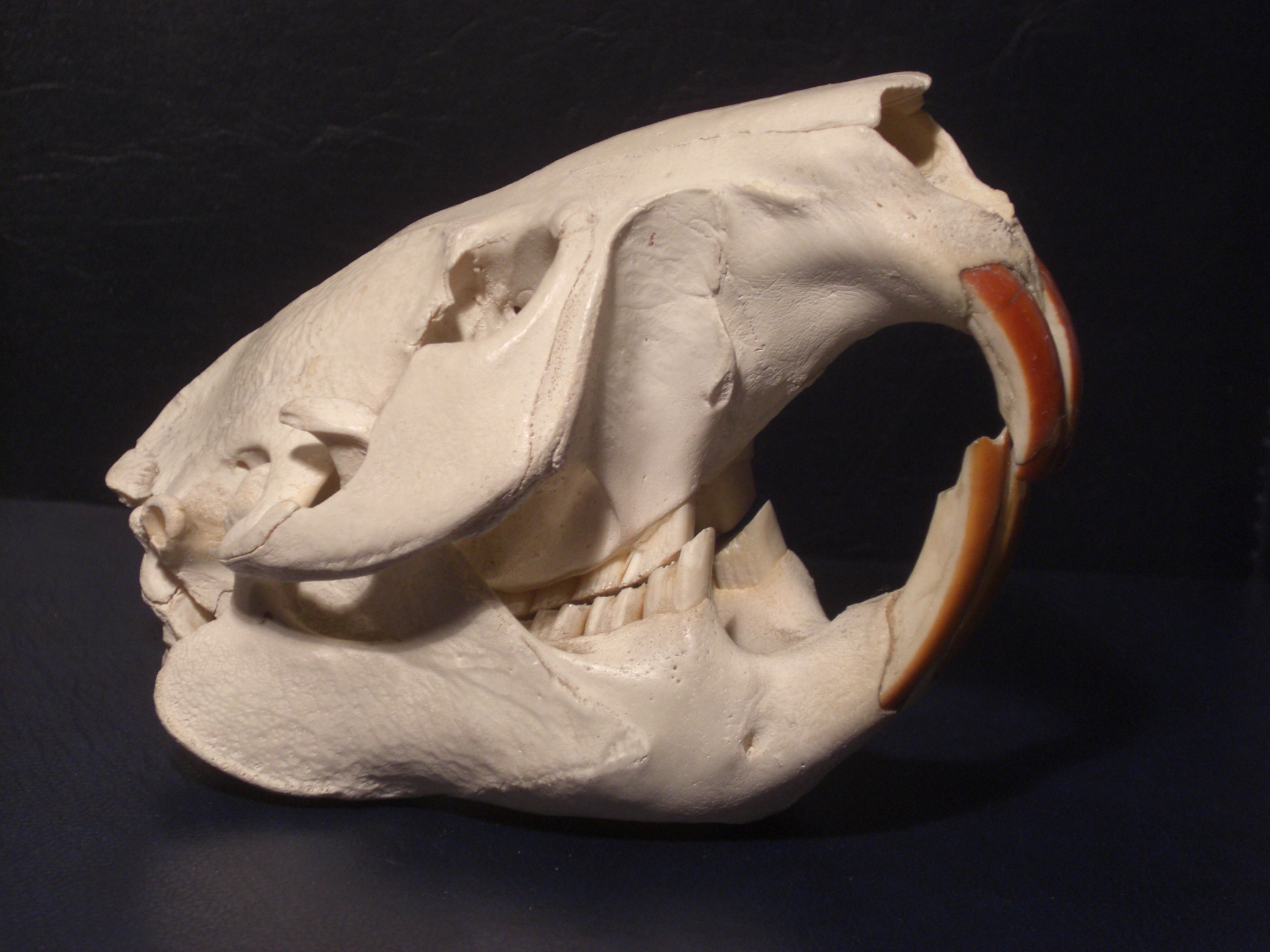
Budowa czaszki bobra

### Uzębienie
Zęby bobrów pełnią istotną rolę i wykazują specyficzne adaptacje w budowie ze względu na biologię gatunku. Za pomocą długich i mocnych siekaczy bobry mogą wykonywać większość swoich kluczowych czynności życiowych – w tym ścinać drzewa, budować tamy i żeremia. Siła nacisku siekaczy C. fiber odpowiada ciężarowi kilku ton na centymetr kwadratowy, dzięki czemu możliwe staje się ścinanie drzew z gatunków o twardym drewnie, jak buk i grab. O sprawności zgryzu decydują siekacze dolne, których długość może sięgać 15 cm. Siekacze górne służą tylko jako punkt oparcia. Przednia powierzchnia siekaczy jest brunatno-czerwona lub pomarańczowa. Charakterystyczna, szeroka diastema osiąga u bobra około 70% całkowitej szerokości szczęki i sprawia, że bóbr podczas prac pod wodą może wargami zamknąć pysk pozostawiając siekacze na zewnątrz. Za diastemą leży jedyny przedtrzonowiec, a dalej trzy trzonowce. Zęby bobra rosną przez całe jego życie i dlatego wymagają ciągłego ich ścierania.

### Przystosowanie do ziemnowodnego trybu życia

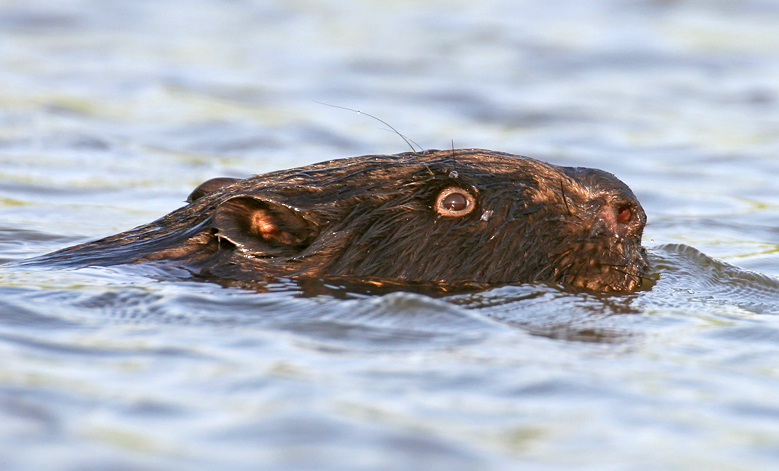
Podczas pływania nos, oczy i uszy bobra pozostają nad powierzchnią

Bóbr posiada szereg cech morfologicznych, które ułatwiają mu prowadzenie ziemnowodnego trybu życia. Podczas nurkowania oczy są chronione dodatkową, przezroczystą powieką. Kanały uszne i nosowe są zamykane wówczas fałdami skórnymi, a otwór gębowy zamyka się szczelnie dzięki rozdwojonej wardze górnej i wyjątkowo szerokiej diastemie. Podczas pływania nos, oczy i uszy pozostają w jednej płaszczyźnie, która utrzymywana jest ponad powierzchnią wody.
Bóbr może przebywać pod wodą bez przerwy nawet do 15 minut, podczas gdy np. wydra tylko 2–3 minuty. Krwiobieg bobra potrafi skierować większą ilość krwi do mózgu, zmniejszając ilość kierowaną do obwodowych części ciała. Prawa komora serca jest większa od komory lewej, dzięki czemu cyrkulacja krwi jest intensywniejsza w stosunkowo małym obiegu. Podczas nurkowania tętno zostaje obniżone. Bóbr zatrzymany pod wodą udusi się, ale nie wciągnie wody do płuc. Mięśnie bobra mają zwiększoną zawartość mioglobiny, złożonego białka globularnego biorącego udział w magazynowaniu tlenu.

## Tryb życia
Bóbr europejski jest zwierzęciem ziemnowodnym, silnie terytorialnym, wiodącym nocny tryb życia. Jest rodzinny i zasadniczo monogamiczny. Zwykle na stanowisku żyje jedna rodzina, w skład której wchodzą rodzice i maksimum dwa pokolenia potomstwa – w sumie do 4–10 osobników. Sporadycznie napotyka się w jednym stanowisku funkcjonowanie większej kolonii rodzinnej. Terytorium pojedynczej rodziny obejmuje zwykle od 1 do 4 km długości cieku. Zagęszczenie stanowisk zależy od wielu czynników zewnętrznych, w tym lokalnych warunków żywieniowych i hydrologicznych oraz od presji człowieka. Podczas badań populacji bobrów w Szwecji stwierdzono zagęszczenie rzędu 0,20 stanowisk na 1 km², zaś na Suwalszczyźnie około 0,15 na 1 km². Bobry żerują zwykle w pasie do około 20 metrów od linii brzegowej, a jedynie sporadycznie zapuszczają się w głąb lądu na odległość kilkuset metrów.

### Komunikacja
Bobry są zwierzętami socjalnymi o dobrze rozwiniętej umiejętności komunikacji. Często sygnałami bywają specjalne pozy lub sygnały dotykowe. Znaczenie socjalne ma siłowanie się członków rodziny, które towarzyszy wielu sytuacjom życiowym bobrów – także zalotom. Bobry łatwo porozumiewają się podczas zabiegów sanitarnych. Podczas toalety pomagają sobie wzajemnie i często zamieniają się rolami. Bóbr, który ociera się o bok drugiego osobnika lub kładzie łapki na jego karku, daje sygnał dominacji. Jeśli osobnik wzywany w ten sposób do podległości nie podda się, dochodzi do walki. Zaniepokojony bóbr przyjmuje też często charakterystyczną pozę. Unosi głowę pod kątem 45°, otwiera pysk, ściąga dolną wargę ukazując siekacze, stroszy sierść i nieruchomieje. Bóbr spotykający człowieka staje do niego frontem, lekko przywiera do ziemi i bije ogonem o podłoże. Ogon służy bobrowi także do klaskania w powierzchnię wody, gdy zwierzę chce zaalarmować swych pobratymców o zbliżającym się zagrożeniu.

### Higiena
Bóbr europejski stara się utrzymywać swoje futro w jak najlepszym stanie, bowiem zapewnia mu ono niezbędną ochronę i pozwala na przetrwanie. Bóbr po wyjściu na brzeg otrząsa się i strzepuje sporą ilość wody, po czym siada na zadzie i masuje brzuch powolnymi i systematycznymi ruchami obu łap. Czyści także przedramiona, uda i ogon. Okolice oczu i kąciki warg stara się oczyścić za pomocą pazura pierwszego palca. Do wyczesywania pozostałych partii ciała bobrowi służy rozdwojony pazur drugiego palca tylnej kończyny. Podczas zabiegów higienicznych futro jest lekko przygryzane. Wodoodporności zaś nabiera dzięki rozprowadzaniu wydzieliny gruczołów przyodbytowych.

### Cykl życiowy
Samica C. fiber rodzi jeden raz w roku, średnio dwa młode w miocie, maksymalnie do sześciu (inne źródła mówią o większych maksymalnych miotach – nawet do 15 młodych). Okres intensywnego rozrodu przypada na lata między 3 a 10 rokiem życia zwierząt. Gody odbywają się w styczniu i lutym. Do kopulacji dochodzi w wodzie i trwa ona 0,5–3 minuty. W sytuacji, gdyby nie doszło do zapłodnienia samicy, ruja może się powtarzać nawet do 5 razy w czasie okresu godowego co 12–14 dni. Ciąża trwa 105–107 dni, a młode przychodzą na świat w maju lub czerwcu. Samica rodzi na siedząco i przednimi łapami pomaga młodym wyjść na świat. Bobry rodzą się pokryte gęstym, miękkim futrem i ważą ok. 500 g. Po porodzie samica troszczy się o to, by je dokładnie wylizać. Młode szybko rosną – w ciągu pierwszych dwóch miesięcy życia dobowy przyrost masy ciała wynosi 40–50 g. Po roku małe bobry mają już po około 8–13 kg, a po drugim roku życia ich masa ciała sięga 14 kg. Opiekę nad młodymi sprawują obydwoje rodzice oraz starsze rodzeństwo. Młode bobry dobrze pływają, ale chętnie korzystają z grzbietu lub ogona matki jako środka transportu. W pierwszym miesiącu życia bobry żywią się wyłącznie odżywczym, tłustym mlekiem matki. Śpią w nocy, a w dzień baraszkują. Po przejściu na pokarm stały zmianie ulega dobowy cykl ich aktywności. Chętniej śpią w ciągu dnia, aktywne są wieczorem.
Bóbr europejski żyje do około 30 lat. Włoski zoolog Giorgio Marcuzzi twierdzi, że bobry żyjące w ogrodach zoologicznych osiągają wiek 35–50 lat. Roczny przyrost populacji w Polsce wynosi od kilku do kilkunastu procent.

#### Cykl dobowy
Bobry wykazują aktywność w nocy. Szczyt aktywności dobowej przypada na porę między godziną 22 a 23 i stopniowo maleje ku porankowi. W ciągu dnia bobry spędzają czas w norach, gdzie śpią i odpoczywają.

#### Cykl roczny
Zimę bobry spędzają we wspólnej komorze nory lub żeremiu, dzięki czemu temperatura we wnętrzu rzadko spada poniżej –10 °C. Zwykle jednak temperatura powietrza w norze podczas zimy nie spada poniżej 0 °C. Bobry nie zapadają w sen zimowy. Zachowują dobowy cykl aktywności i po pokarm zwykle wybierają się nocą. Znalezione gałązki wciągają do nory, gdzie się posilają. Po godach i nadejściu cieplejszych dni aktywność bobrów wzrasta. Chętnie wychodzą wówczas na zewnątrz całymi rodzinami. Rozpoczyna się też tradycyjne znakowanie terenu.
Rodzina jest skoncentrowana w jednym miejscu do końca kwietnia. Po przyjściu na świat młodych bobry, które ukończyły trzy lata, stopniowo rozluźniają kontakt z wyjściową rodziną i ruszają w podróż – często na znaczne odległości – w poszukiwaniu dogodnych terenów i potencjalnych partnerów życiowych. Jest to okres intensywnego znakowania swoich terytoriów.
Szczyty aktywności rocznej przypadają na wiosenny czas wychowywania nowo urodzonych potomków oraz na okres jesiennych przygotowań do zimy – gromadzenia pożywienia, budowy lub naprawy nor i żeremi. Wzmożone żerowanie i robienie zapasów zimowych rozpoczyna się między pierwszą a trzecią dekadą października.

### Struktura społeczna
Struktura płciowa populacji bobrów jest bliska proporcji 1:1. W grupie 1015 odłowionych osobników badacze naliczyli 516 samic (50,84%) i 499 samców (49,16%).

### Głos
Głos bobra europejskiego można usłyszeć bardzo rzadko. Stosunkowo najczęściej słyszanym przez człowieka dźwiękiem może być odgłos porównywany do kwilenia niemowlaka, który służy do porozumiewania się członków rodziny, lub syczenie, względnie sapanie, które jest używane jako dźwięk odstraszający wroga i sygnał ostrzegawczy. Badacze rozróżniają także kilkanaście innych dźwięków, ale część z nich wydawana jest w paśmie częstotliwości nierejestrowanej przez ludzkie ucho. Głosy wydawane przez bobry mogą być porównywane do odgłosów gwizdów, westchnień, pomruków, odgłosów sowy lub świni. Naukowcy łączą poszczególne odgłosy z konkretnymi zachowaniami socjalnymi. Wskazują między innymi na charakterystyczny okrzyk powitalny, który towarzyszy spotkaniom między bobrami po dłuższej przerwie. Badacze odnotowali jednak ten dźwięk wydawany przez bobry w niewoli, podczas spotkania ze swoimi opiekunami.
Dźwiękiem często stosowanym przez bobry jest także głośne klaskanie ogonem o lustro wody. Ostrzega on inne bobry o zbliżającym się niebezpieczeństwie i sygnalizuje intruzowi, że został zauważony.

### Biologia wędrówek
Bobry żerują zwykle w pasie 20 metrów od brzegu cieku, ale podczas nocnych aktywności ruszają na badanie sąsiednich terenów. W ciągu nocy potrafią przepłynąć dystans 20 kilometrów. Dalsze podróże są typowe dla młodych bobrów wyruszających na poszukiwanie nowego stanowiska i partnera. Potrafią wówczas przebyć nawet kilkaset kilometrów.
W lecie można także zaobserwować okresowe migracje z miejsc, które są wprawdzie zasobne w pokarm, ale są także zbyt łatwo dostępne dla ludzi. Bobry odchowujące młode potomstwo wolą czasowo przenieść się na tereny trudno dostępne, np. bagienne. Jesienią wracają na miejsce, gdzie było łatwiej o pożywienie, i tam gromadzą już żer zimowy.

## Rozmieszczenie geograficzne
Dawniej bóbr europejski występował w całej strefie umiarkowanej Europy i Azji. Na początku XX wieku liczebność bobrów europejskich była już ograniczona do około 1200 osobników, żyjących w ośmiu izolowanych populacjach. W pierwszej dekadzie XXI wieku za sprawą przesiedleń, reintrodukcji i działań ochronnych liczebność bobrów znacznie wzrosła. W roku 2010 była szacowana na około 1 040 000 osobników, jednak liczba ta obejmuje także populacje wsiedlonego na północnym zachodzie i dalekim wschodzie Federacji Rosyjskiej bobra kanadyjskiego (C. canadensis), którego zasięgi występowania sąsiadują lub pokrywają się z zasięgami populacji C. fiber.
Obecnie spotkać go można w północnej części Eurazji w: Austrii, Białorusi, Belgii, Chinach, Chorwacji, Czechach, Estonii, Finlandii, Francji, Holandii, Litwie, Liechtensteinie, Łotwie, Mołdawii, Niemczech, Norwegii, Polsce, Rosji, Słowacji, Słowenii, Szwecji, Szwajcarii, Ukrainie, Węgrzech, a także w azjatyckiej części Rosji (znaczne populacje w zachodniej i środkowej Syberii oraz małe reliktowe populacje na terenach Syberii zachodniej i południowej), jak również w chińskim regionie Sinciang i w zachodniej Mongolii. W części współczesnych lokalizacji bóbr europejski formalnie uznany jest za gatunek wymarły, jednak podlegał reintrodukcji.

### Powrót bobrów na ziemie polskie po II wojnie światowej
W połowie XX wieku pierwsze bobry pojawiły się w 1944 roku na stanowisku zlokalizowanym na obecnej granicy państwa na rzece Marycha koło Krasnopola. W norach przebywała wówczas jedna rodzina, licząca 8 osobników.
Na początku lat 50. jedna rodzina bobrów zamieszkała na terenie Czarnej Hańczy w okolicy Dworczyska. Pod koniec lat 50. bobry zbudowały żeremie w rezerwacie Stary Folwark u ujścia Czarnej Hańczy z jeziora Wigry. W tym samym czasie w okolicy niedalekiego przysiółka Zakąty nad Wigrami powstały dwa żeremia bobrów, a kolejna rodzina bobrów pojawiła się na brzegach jeziora Klonek. W 1962 roku powstał tam rezerwat przyrody „Ostoja bobrów Zakąty”.
W 1949 roku z inicjatywy zootechnika prof. Mieczysława Czai i zoologa prof. Augusta Dehnela dokonano pierwszych planowych reintrodukcji. Sprowadzono wówczas kilka par bobrów z Woroneża i wsiedlono je do starych kanałów Fortu Osowiec i uroczyska w górnym biegu Potoku Oliwskiego w Dolinie Radości w Gdańsku. W 1953 roku bobry osiedliły się także na terenie jeziora Bobruczek (stanowiącego prywatną własność). W 1959 roku powstał rezerwat przyrody Bobruczek, który został wkrótce objęty ochroną ścisłą. W 1955 roku Rosjanie dokonali introdukcji 40 bobrów w zlewni rzeki Pregoła oraz 30 osobników na brzegach rzeki Szeszupa, a w rok później kilkanaście bobrów na terenie obecnej Białorusi, tuż przy granicy z Polską. Już po kilku latach odnotowano stałą migrację potomstwa tych zwierząt na teren Polski.
Jednocześnie w roku 1958 powstała w Zakładzie Doświadczalnym PAN w Popielnie ferma bobrów, która zapoczątkowała ochronę aktywną tego gatunku. Zaczątek stada hodowlanego stanowiło 8 zwierząt sprowadzonych z ówczesnego ZSRR. W roku 1960 stan fermy został uzupełniony 9 bobrami pochodzącymi ze zlikwidowanego rezerwatu na Potoku Oliwskim. Hodowlę bobrów podjęła także ferma w Wiartlu. Osobniki pochodzące z tych hodowli wykorzystano w następnych latach do reintrodukcji bobra na innych terenach kraju.
W konsekwencji dokonanych reintrodukcji i migracji bobrów z populacji w zlewni Pregoły, Niemna i Prypeci bóbr europejski rozszerzył zasięg występowania na obszar niemal całej Polski, z wyłączeniem wysokich gór – Tatr i Karkonoszy.

#### Skuteczność przeprowadzanych reintrodukcji
Początkowe próby wprowadzania bobrów do natury oparte na stadzie hodowanym w ośrodku PAN były mało skuteczne, gdyż przyzwyczajone do hodowli zwierzęta na obcym terenie odczuwały stres. Z tego względu zaczęto stosować wobec nich środek usypiający. Wybudzające się osobniki stopniowo znakowały teren, który dzięki temu po pełnym wybudzeniu wydawał się im znajomy.
Wysoką skuteczność przeprowadzanych reintrodukcji i wysoki potencjał reprodukcyjny wsiedlonych populacji należy przypisać dobremu kojarzeniu par, dobremu doborowi pod względem struktury wiekowej i dbałości o wysoki odsetek (>25%) dojrzałych samic zdolnych do rozrodu. W przypadku stwierdzenia ubytków w reintrodukowanej populacji dokonywano także wsiedleń uzupełniających.

#### Dalsze przesiedlenia bobrów w drugiej połowie XX wieku
W późniejszych latach dokonywano licznych przesiedleń bobrów: na Nizinie Śląskiej, w Sudetach 220 zwierząt; na terenie Borów Dolnośląskich około 150 bobrów; ponadto na Pojezierzach Sławskim oraz Kaszubskim, w Borach Tucholskich, na Pilicy w okolicy Zalewu Sulejowskiego, w Kotlinie Oświęcimskiej oraz na Dunajcu w okolicy Krościenka. Na terenie Bieszczadów i Beskidu Niskiego wsiedlono około 300 zwierząt, zaś w Kotlinie Sandomierskiej, na Roztoczu i na Wyżynie Lubelskiej ponad 150 bobrów. W Bieszczadach program reintrodukcji bobra europejskiego rozpoczęto w 1992 roku. Plan przewidywał odtworzenie prawdopodobnego, historycznego zasięgu występowania gatunku na tym terenie.
W latach 1976–1986 na Suwalszczyźnie odłowiono 223 bobry, które zostały przesiedlone w górne dorzecze Wisły i Odry, w Karpaty i Sudety. 24 rodziny bobrów trafiły w dorzecze Warty i Noteci. Po krótkiej przerwie program reintrodukcji C. fiber wznowił Polski Związek Łowiecki, który w latach 1988–2003 odłowił i przesiedlił z terenów północno-wschodniej Polski ponad 1300 bobrów.
| Miejsce wsiedlenia                                                               | Rok (lata) wsiedlenia | Liczba osobników |
| -------------------------------------------------------------------------------- | --------------------- | ---------------- |
| Pojezierze Mazurskie – południowa część Wielkich Jezior Mazurskich               | 1976–1978 i 1984      | 34               |
| Pojezierze Mazurskie – rzeka Omulew                                              | 1984                  | 9                |
| Pojezierze Dobrzyńskie i Brodnickie                                              | 1976–1977             | 14               |
| Bory Tucholskie – rzeka Brda                                                     | 1978–1979             | 23               |
| Kujawy – rzeka Rakutówka                                                         | 1981                  | 8                |
| Puszcza Kampinoska – Kanał Łosica                                                | 1980                  | 7                |
| Południowa część Niziny Mazowieckiej – rzeki Rawka, Pilica, Wilga                | 1982–1984             | 27               |
| Polesie Lubelskie – lasy parczewskie, lasy sobiborskie                           | 1979–1981             | 21               |
| Roztoczański Park Narodowy – rzeka Wieprz                                        | 1979                  | 9                |
| Beskid Niski – rzeka Wisłoka k. Gorlic; Beskid Sądecki – rzeka Poprad k. Krynicy | 1980–1984             | 53               |
| Zespół Jurajskich Parków Krajobrazowych                                          | 1985                  | 10               |
| Góry Świętokrzyskie, rzeka Czarna Staszowska                                     | 1985                  | 8                |
| Razem:                                                                           | Razem:                | 223              |

| Miejsce wsiedlenia                        | Rok (lata) wsiedlenia | Liczba osobników |
| ----------------------------------------- | --------------------- | ---------------- |
| Pojezierze Iławskie                       | 1988                  | 12               |
| Warmia                                    | 1988                  | 4                |
| Pojezierze Olsztyńskie                    | 1989                  | 6                |
| Brodnicki Park Krajobrazowy               | 1989                  | 6                |
| Kujawy                                    | 1995                  | 24               |
| Pobrzeże Koszalińskie                     | 1990–1991             | 23               |
| Pobrzeże Koszalińskie                     | 1995                  | 14               |
| Wyżyna Małopolska                         | 1990                  | 5                |
| Polesie Zachodnie                         | 1996                  | 4                |
| Park Krajobrazowy – Lasy Janowskie        | 1994                  | 7                |
| Poleski Park Narodowy                     | 1992                  | 13               |
| Kotlina Oświęcimska                       | 1993                  | 14               |
| Kotlina Oświęcimska                       | 1996                  | 10               |
| Wyżyna Krakowsko-Częstochowska            | 1993                  | 5                |
| Wielkopolska                              | 1994                  | 19               |
| Pogórze Dynowskie                         | 1988                  | 9                |
| Świętokrzyski Park Narodowy               | 1989                  | 9                |
| Nizina Śląska                             | 1994                  | 13               |
| Nizina Śląska                             | 1997–1999             | 61               |
| Wyżyna Śląska                             | 1998                  | 17               |
| Sudety                                    | 1997–2000             | 43               |
| Beskid Śląski i Żywiecki                  | 1996−1999             | 45               |
| Beskid Śląski                             | 1995                  | 8                |
| Beskid Niski                              | 1999                  | 66               |
| Kotlina Sandomierska                      | 1991–1997             | 198              |
| Park Krajobrazowy Pogórza Przemyskiego    | 1994                  | 15               |
| Bieszczady                                | 1994–2000             | 200              |
| Czechosłowacja (później: Czechy) – Morawy | 1991–1992             | 20               |
| Razem:                                    | Razem:                | 870              |

### Reintrodukcja bobrów w Szkocji
W 1995 roku Scottish Natural Heritage rozpoczęło prace nad zbadaniem możliwości przeprowadzenia reintrodukcji C. fiber na terenie Szkocji. Przeanalizowane dane paleontologiczne, archeologiczne i historyczne potwierdziły, że w przeszłości bóbr europejski był gatunkiem szeroko rozpowszechnionym w całej Szkocji i wymarł pomiędzy XII a XVI w. (ze wskazaniem na koniec tego przedziału czasowego). Przyczynami wyginięcia były rozpowszechnione polowania na bobry i popyt na ich skóry, mięso i kastoreum. Do wyginięcia przyczyniło się także niszczenie siedlisk.
W 2008 roku, po upływie ponad 400 lat od momentu wyginięcia bobrów w Szkocji, z inicjatywy Scottish Wildlife Trust oraz Royal Zoological Society of Scotland rozpoczął się próbny program reintrodukcji bobrów. Wsiedlono wówczas w Knapdale (północna część półwyspu Kintyre, w hrabstwie Argyll and Bute) cztery rodziny bobrów. Program ma jednak wielu przeciwników, którzy wskazują na szkody wyrządzane przez wsiedlone zwierzęta. Opublikowany w 2012 roku raport Scottish Natural Heritage wskazuje na konflikty pomiędzy właścicielami lokalnych gruntów a organizacjami zajmującymi się ochroną zwierząt. Raport przewiduje konieczność redukcji populacji wsiedlonych bobrów w przyszłości.
W 2016 roku rząd Szkocji zapowiedział uznanie bobra za gatunek rodzimy i objęcie go ochroną prawną, jednak do końca 2018 roku nie podjął działań w tym kierunku. Liczebność bobrów na południu regionu Highlands i w dorzeczu Tay w końcu 2018 roku była oceniana na około 430 osobników.

## Ekologia

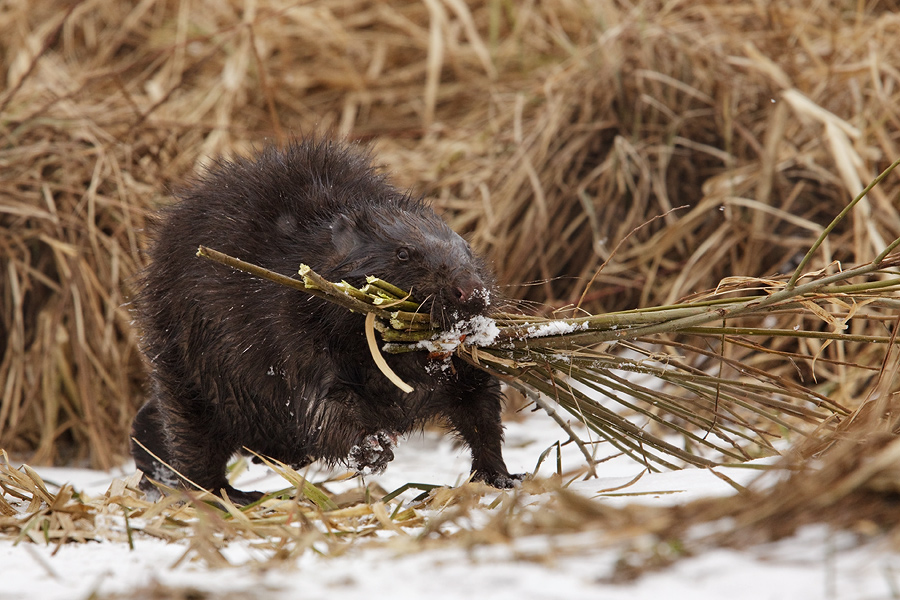
Bóbr żerujący nad brzegiem Narewki, Białowieża

### Pożywienie
Bóbr europejski jest roślinożercą. Stare przekonania, że bobry polują na ryby, są nieprawdziwe. Bóbr może żywić się niemal wszystkimi dostępnymi częściami roślin przybrzeżnych i wodnych – łykiem drzew i krzewów (w tym często osiki i różnych gatunków wierzb), gałązkami, roślinami zielnymi: trzciną, grążelami. Pełna lista zjadanych roślin jest długa i składa się z ponad 200 gatunków roślin zielnych i 100 drzewiastych, w praktyce jednak ta różnorodność jest ograniczona, bowiem bóbr żeruje w stosunkowo wąskim, bo zwykle około 20–metrowym pasie brzegowym. Od późnej wiosny do wczesnej jesieni bobry żywią się głównie roślinnością zielną. Od października, kiedy jej zaczyna brakować, zaczynają wybierać krzewy i drzewa liściaste. Ich fragmenty są także magazynowane na zimę. Bobry nie zjadają jednak samego drewna, ale korę drzew, liście, młode pędy, cienkie gałązki i łyko.
Spośród drzew lubią topolę, osikę i wierzby oraz – w nieco mniejszym stopniu – brzozę, leszczynę i inne drzewa liściaste. Po olszę czarną i szarą sięgają niechętnie.
W skład zimowego żeru polskich populacji wchodzą wierzby: wierzba szara (Salix cinerea), uszata (Salix aurita), pięciopręcikowa (Salix pentandra) i purpurowa (Salix purpurea), lokalnie wierzba wiciowa (Salix viminalis) i śniada (Salix livida). W zależności od specyfiki siedliska wybierają jeszcze inne gatunki. Kiedy nie mają innej możliwości, to wybór pada na brzozę omszoną (Betula pubescens), brzozę niską (Betula humilis) i brodawkowatą (B. pendula).
Na terenach górskich bobry chętnie wybierają młode jesiony (Fraxinus excelsior), buki (Fagus silvatica), jawory (Acer pseudoplatanus) oraz drzewa twarde, np. dąb (Quercus sp.) i grab (Carpinus betulus). W siedliskach zlokalizowanych na terenach o wysokich zboczach, a także w terenach górskich zjadają elementy wierzby białej (Salix alba) oraz wierzby iwy (S. caprea). Badacze stwierdzili także podgryzanie niektórych drzew owocowych – np. jabłoni. Bobry nie lubią sosny (Pinus sylvestris) i świerka (Picea abies).
Organizm bobra nie jest w stanie łatwo spożytkować całego przyjmowanego pokarmu, bowiem znaczną część pożywienia roślinnego stanowi celuloza. Dlatego bóbr stosuje cekotrofię, czyli specyficzną odmianę koprofagii. Wytwarza dwa rodzaje odchodów i zjada jeden z nich, ten w którym znajdują się składniki wstępnie przetworzone przez bakterie.

### Wpływ budowli bobra na środowisko

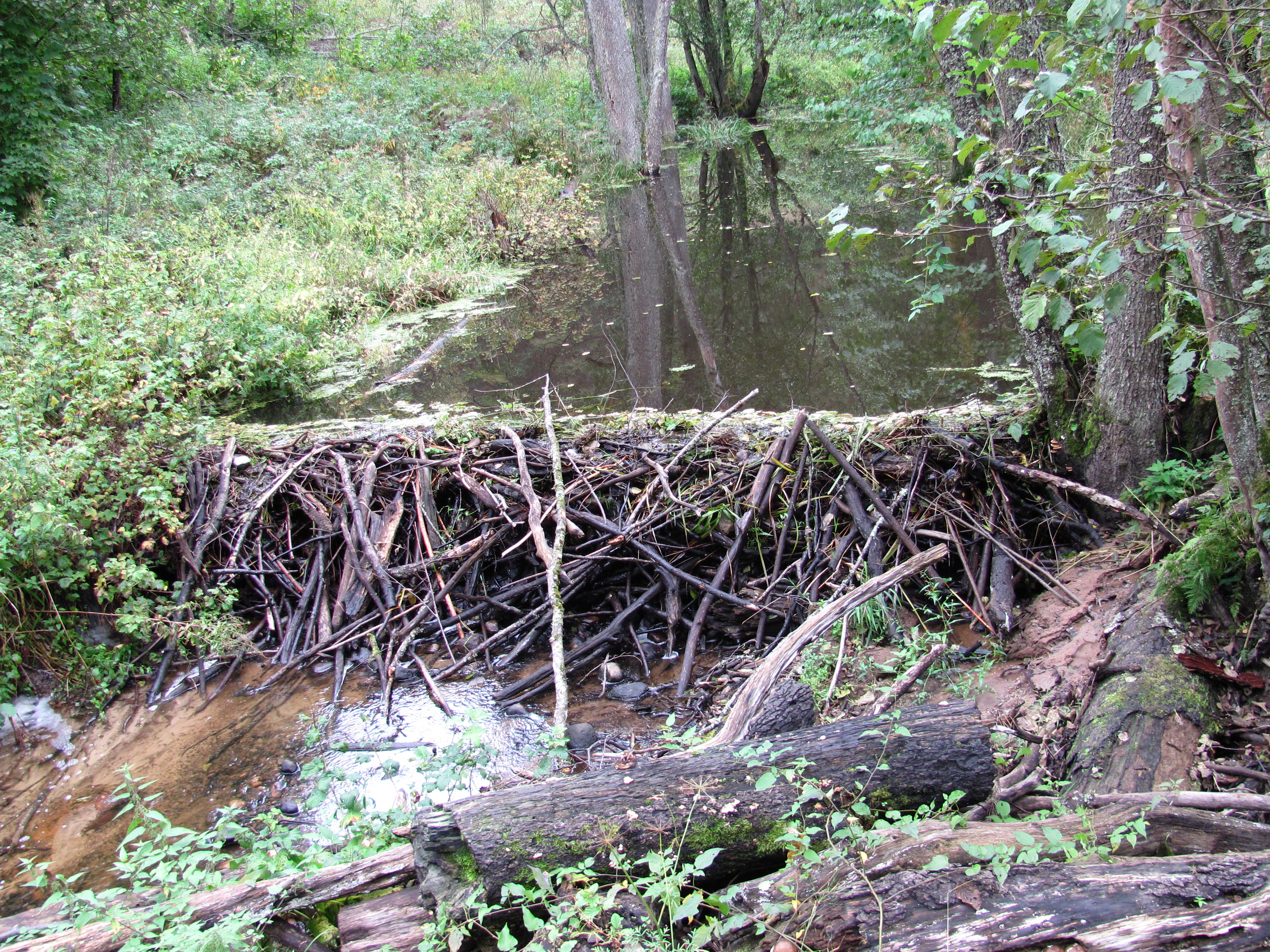
Tama wykonana przez bobry w Parku Narodowym Lahemaa, w Estonii

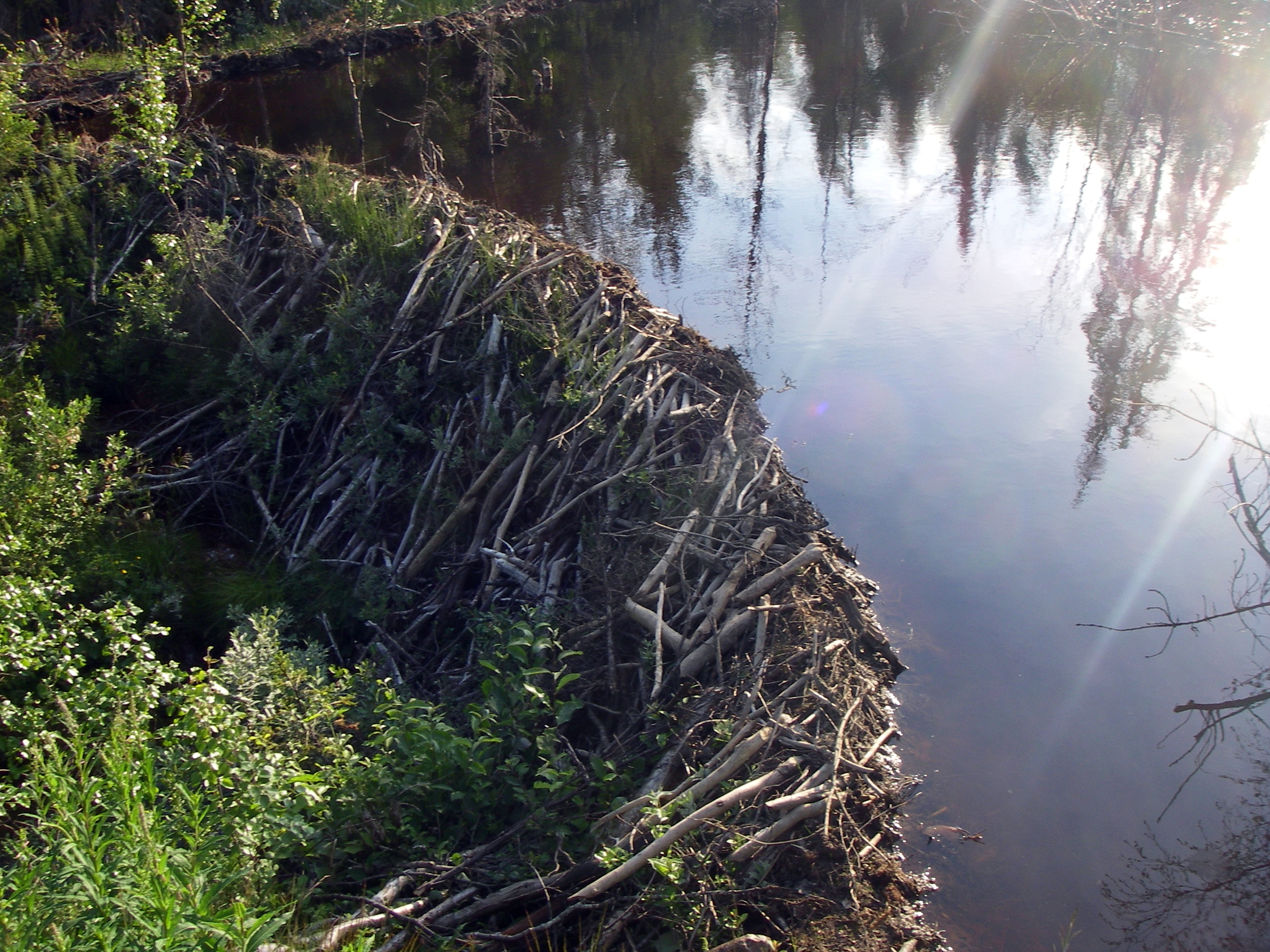
Tama bobrów na cieku wodnym koło Olden, w regionie Jämtland (Szwecja)

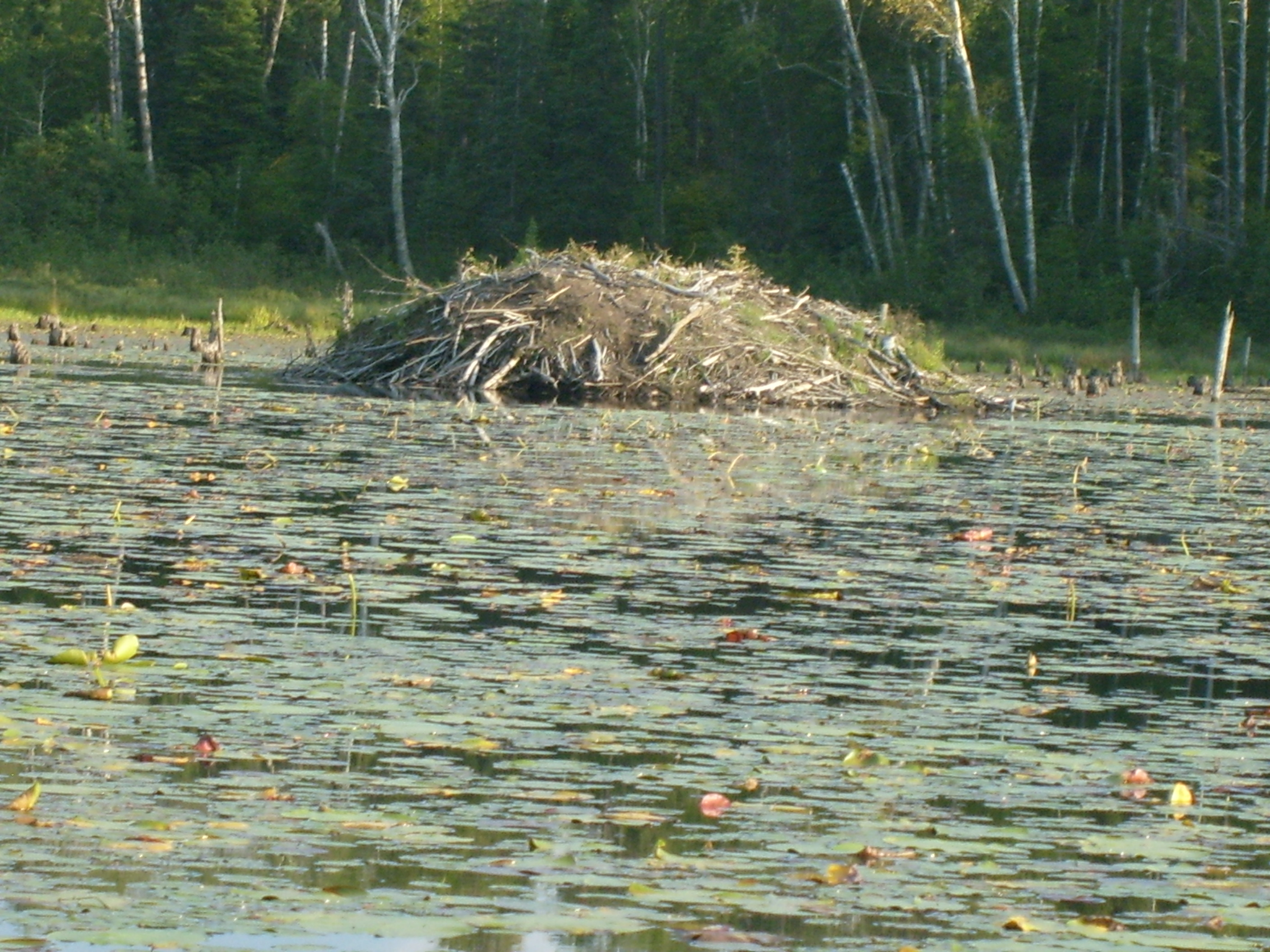
Żeremie

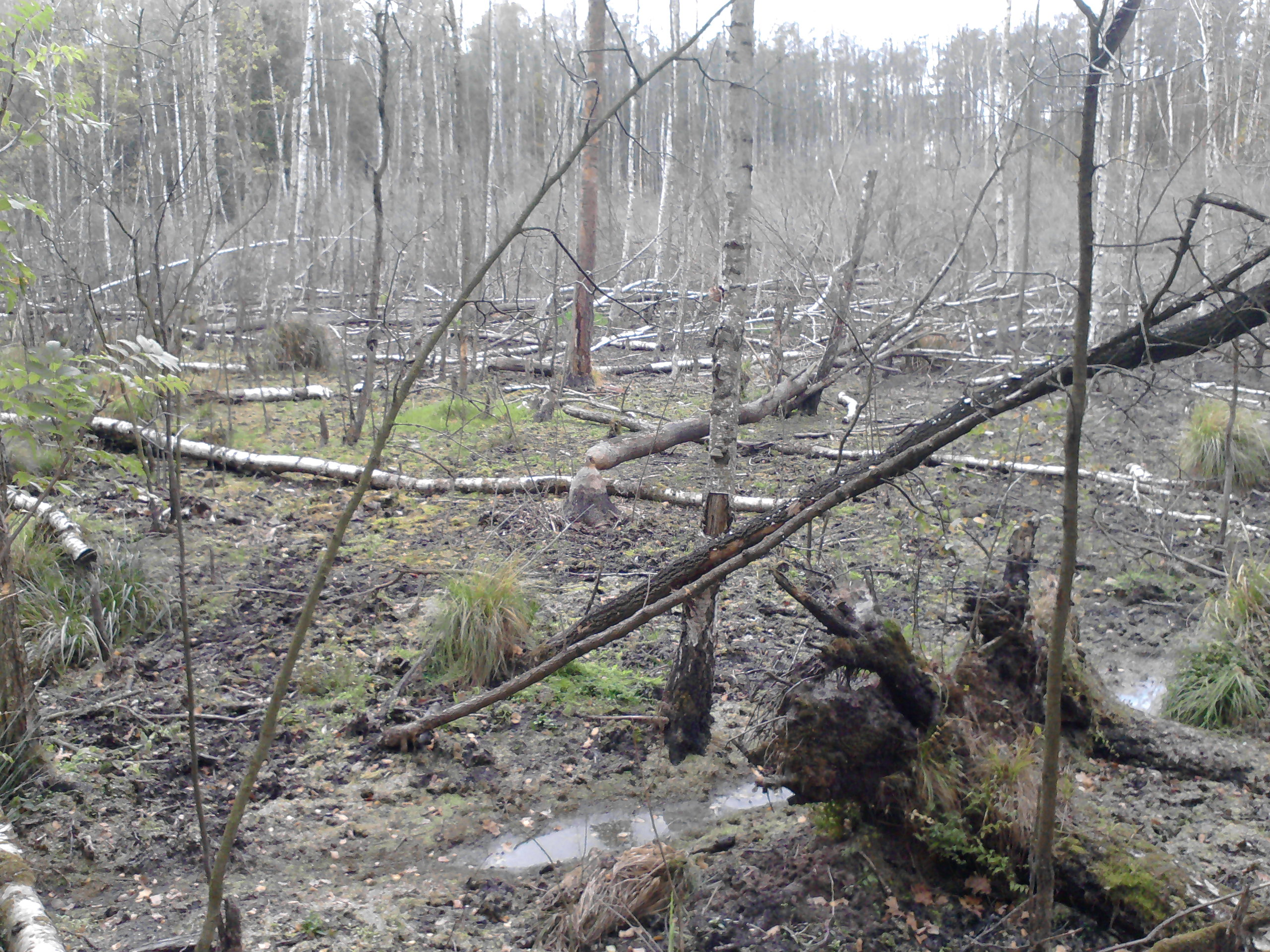
Żerowisko bobrów (skutki leśnych podtopień)

Na świecie jedynie nieliczne gatunki, w tym człowiek i bóbr, potrafią przystosować środowisko do własnych potrzeb. W warunkach postępującego przekształcania środowiska przyrodniczego często zachodzi konflikt między nimi. Jednak o ile działalność człowieka bardzo rzadko jest korzystna dla przyrody, o tyle działalność bobrów może przywracać korzystne stosunki wodne, utrzymywać i zwiększać różnorodność biologiczną, ograniczać erozję, zwiększać tempo samooczyszczania się wód.
Do najbardziej charakterystycznych śladów funkcjonowania bobrów w środowisku należą budowane przez nie tamy. Mogą mieć prostą konstrukcję i występować jako pojedynczy próg wodny, ale możliwe jest także istnienie skomplikowanych konstrukcji, które układają się w kaskady. Bobry kontrolują na bieżąco stan budowli i szybko naprawiają ewentualne uszkodzenia. W okresach podwyższenia stanu wód bobry celowo rozszczelniają tamy, by odprowadzić nadmiar wody. Można więc powiedzieć, że bobry prowadzą zorganizowaną działalność inżynierską. Tamy bobrowe określane są przez biologów ewolucyjnych jako fenotyp rozszerzony.
Budowle hydrotechniczne wznoszone przez bobry zmieniają charakter cieku wodnego. Powstają nowe siedliska, zwiększa się retencja zlewni, a nawet zmieniają się parametry fizykochemiczne wody, bowiem stawy akumulują dużą ilość osadów. Działalność bobrów tworzy nowe środowisko, korzystne dla populacji bezkręgowców, ryb, płazów i flory. Tamy mogą także utrudniać wędrówki ryb w górę cieku, jednak naukowcy podkreślają, że działalność bobrów przynosi więcej korzyści dla rozwoju ichtiofauny, niż szkód w ich funkcjonowaniu. Z żeremi bobrowych korzystają norki, tchórze, a nawet wydry. Liczebność bezkręgowców bentosowych w stawach bobrowych jest niższa niż w ciekach, które dały im początek, ale ich obecność sprawia, że poniżej stawów jest wyższa, niż w odcinku powyżej nich. Okolice żeremi są też bogatsze pod tym względem, niż typowy litoral jeziorny. Rola tam bobrowych jako barier migracyjnych dla ryb jest obniżana zwłaszcza podczas wyższych stanów wody (np. po roztopach, gdy część ryb migruje), a same tamy są często rozszczelnione. Natomiast podczas niskich stanów wód stawy bobrowe stają się refugium dla organizmów wodnych.
Stawy bobrowe, w porównaniu ze zbiornikami budowanymi przez człowieka, są tworem krótkotrwałym, przez co zwykle nie wystarcza czasu, by nastąpiło ich wypłycenie. Niemniej, co zdarzało się zwłaszcza w czasach, gdy presja człowieka na siedliska bobra była mniejsza, mogą istnieć wystarczająco długo, by odłożyły się zauważalne warstwy osadów. Parametry morfometryczne (mała głębokość) sprawiają, że nie powstaje w tych zbiornikach stratyfikacja termiczna, choć w rozleglejszych stawach woda może się nagrzewać, powodując kilkustopniową różnicę temperatur pomiędzy wpływem i odpływem cieku.

#### Szkody w gospodarce człowieka
Szkody powodowane przez bobry w gospodarce człowieka można zgrupować w kilka zakresów:
- gospodarki rolnej – poprzez podtapianie terenów rolniczych po budowie tam i zabudowywanie przepustów, zmiany ukształtowania cieków, niszczenie grobli, niszczenie drzew owocowych, wykradanie zbiorów (buraki, marchew, kukurydza, kapusta), a także szkody powstałe na skutek zapadania się terenu nad norami;
- gospodarki leśnej – podtapianie terenów leśnych i dróg, ścinanie drzew;
- gospodarki wodnej – zabudowywanie rowów melioracyjnych i przepustów, naruszanie wałów przeciwpowodziowych;
- szlaków komunikacyjnych – blokowanie dróg i szlaków kolejowych na skutek zwalania drzew, oraz podkopywanie nasypów;
- linii energetycznych i teletechnicznych niszczonych przez zwalane drzewa.

### Wrogowie
Naturalnymi wrogami bobra są wilki, rysie, niedźwiedzie, rosomaki i lisy. Zdarzają się przypadki zabicia małych bobrów przez wydry, norki, duże ryby drapieżne (na przykład przez szczupaka) oraz ptaki drapieżne. Wrogami bobrów są też wałęsające się psy, ale największym wrogiem dla bobrów pozostaje człowiek.

### Pasożyty

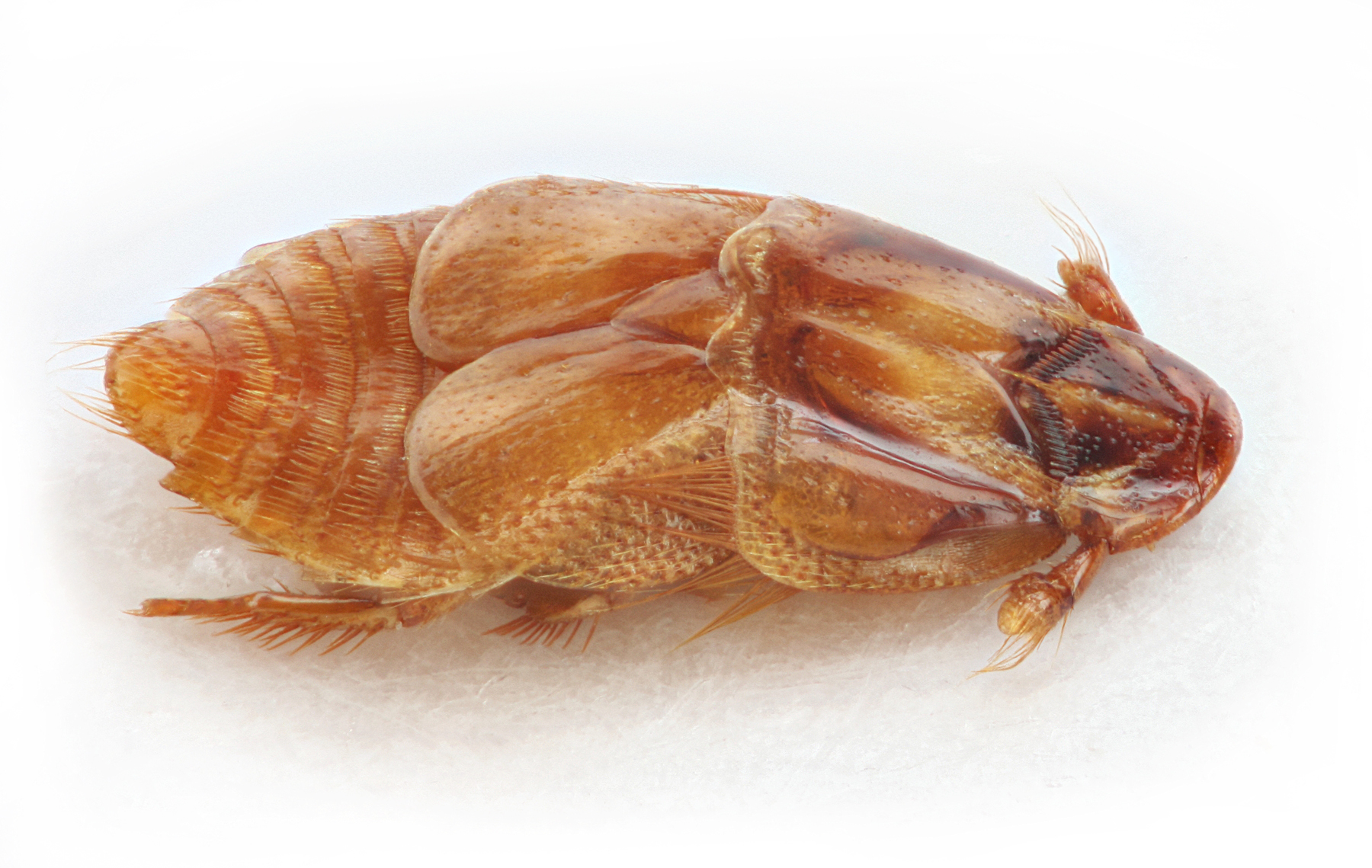
Platypsyllus castoris

Na bobrach europejskich pasożytują głównie pasożyty wewnętrzne, jak przywry (np. Stichorchis subtriquetrus) czy nicienie (np. Travassosius rufus). Stadia pośrednie przywr dostają się do organizmu bobra wraz ze spożywaną roślinnością wodną i nadwodną. Bobry cierpią także dość często na pasterelozę, paratyfus, zarażenia pałeczką okrężnicy (Escherichia coli) i zapalenie płuc. Entomolodzy odnotowali również możliwość zasiedlania w futrze bobra chrząszcza Platypsyllus castoris, który żeruje na pajęczakach Histiophorus castoris żywiących się łojem i naskórkiem bobra. Obydwa wspomniane pasożyty występują także u bobra kanadyjskiego co może świadczyć o wspólnym pochodzeniu obu gatunków bobrów. W futrach bobrów europejskich pasożytuje ponadto co najmniej dwadzieścia gatunków roztoczy z rodzaju Schizocarpus (rodzina Chirodiscidae). Na skórze nosa bobra europejskiego pasożytuje nużeniec Demodex castoris.
Badania polskich parazytologów wykazały także, że bóbr europejski jest nosicielem pierwotniaków jelitowych Cryptosporidium i Giardia spp., które pasożytują w przewodach pokarmowych wielu gatunków zwierząt i człowieka. Obydwa pasożyty wytwarzają formy inwazyjne – oocysty i cysty, które są odporne na warunki zewnętrzne, a zanieczyszczone nimi środowisko wodne stanowi jedną z głównych dróg rozprzestrzenienia się pasożytów. Zarażenia tymi pasożytami są przyczyną kryptosporidioz lub giardioz (uważanych za zoonozy), które są przyczyną długotrwałych lub nawracających biegunek u osób z grup ryzyka, z wrodzonymi lub nabytymi niedoborami odporności. W ostatnich latach zaobserwowano wzrost zarażeń w polskich populacjach bobra europejskiego. Wzrost ten prawdopodobnie jest związany ze wzrostem zagęszczenia populacji bobrów.

### Siedlisko
O wyborze konkretnego siedliska decydują głównie głębokość lokalnego zbiornika wodnego, ale także obfitość przydatnego na zimę żeru drzewnego. Bobry najczęściej wybierają na siedlisko brzegi rzek i jezior, bagna, wyrobiska potorfowe i pożwirowe. Wybierają zarówno bardzo małe cieki, jak i duże rzeki. Chętnie zamieszkują tereny, w których dominują zespoły szuwarowe, turzycowe i zaroślowe porośnięte krzewiastymi wierzbami i brzozami. W terenach leśnych bobry lubią otoczenie brzóz i olszy.

#### Budowle: nory, tamy i żeremia
Bobry wykazują rzadko spotykane wśród zwierząt zdolności do wznoszenia budowli. Każde ich działanie w tym zakresie wiedzie ku zapewnieniu bezpieczeństwa i stabilizacji życia rodziny na danym terenie. Budowane tamy i kanały zapewniają stały poziom wód, zapewniają stałość schronienia i umożliwiają osiągnięcie zrównoważonego stanu, w którym przyrost masy roślin w danym stanowisku równoważy masę usuwaną przez bobry. Dlatego stanowiska bobrów mogą istnieć w tym samym miejscu przez dziesiątki czy setki lat. Naukowcy spierają się, czy działania budowlane bobrów wynikają jedynie z instynktu, czy też doświadczenia. Tak czy inaczej bobry są w stanie doprowadzić dany ciek do takiego stanu, w którym zapewniony zostanie stały, podwyższony poziom wody, dzięki czemu wejścia do żeremi pozostają ukryte pod wodą i niewidoczne dla intruzów, a magazynowany żer zimowy pozostanie zatopiony. Bobry zaskakująco trafnie wybierają miejsce budowy tamy i uzyskują oczekiwany efekt piętrzenia wody przy stosunkowo małym wysiłku. W swoich pracach bobry uwzględniają więc ukształtowanie terenu i cieku. Zwykle wybierają miejsca, w których istnieje naturalne wypłycenie cieku, gdzie zwężenie lub na przykład kłody drewna przegradzają nurt wody.

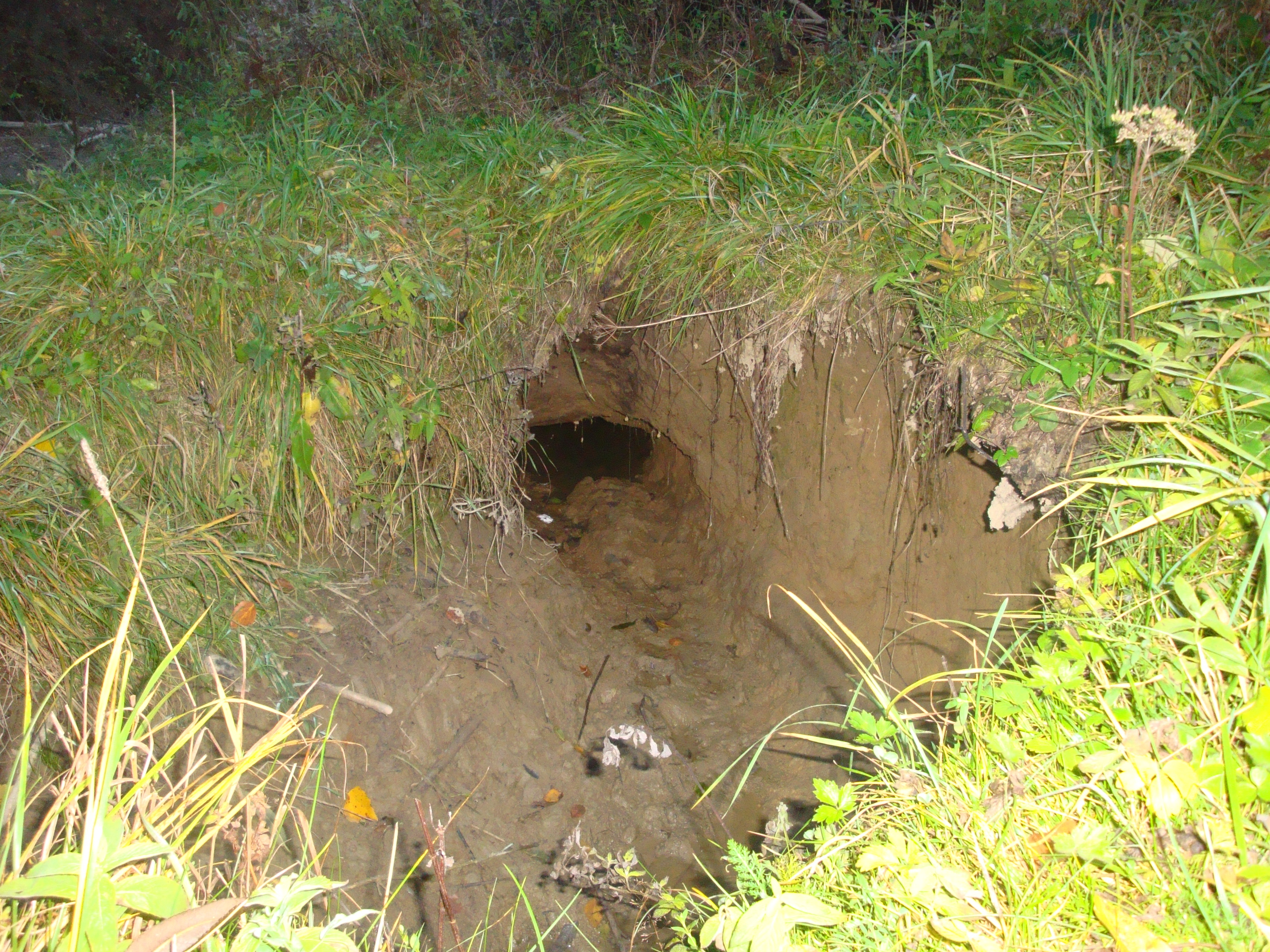
Uszkodzona nora bobrów w okolicy Myczkowa

##### Nory

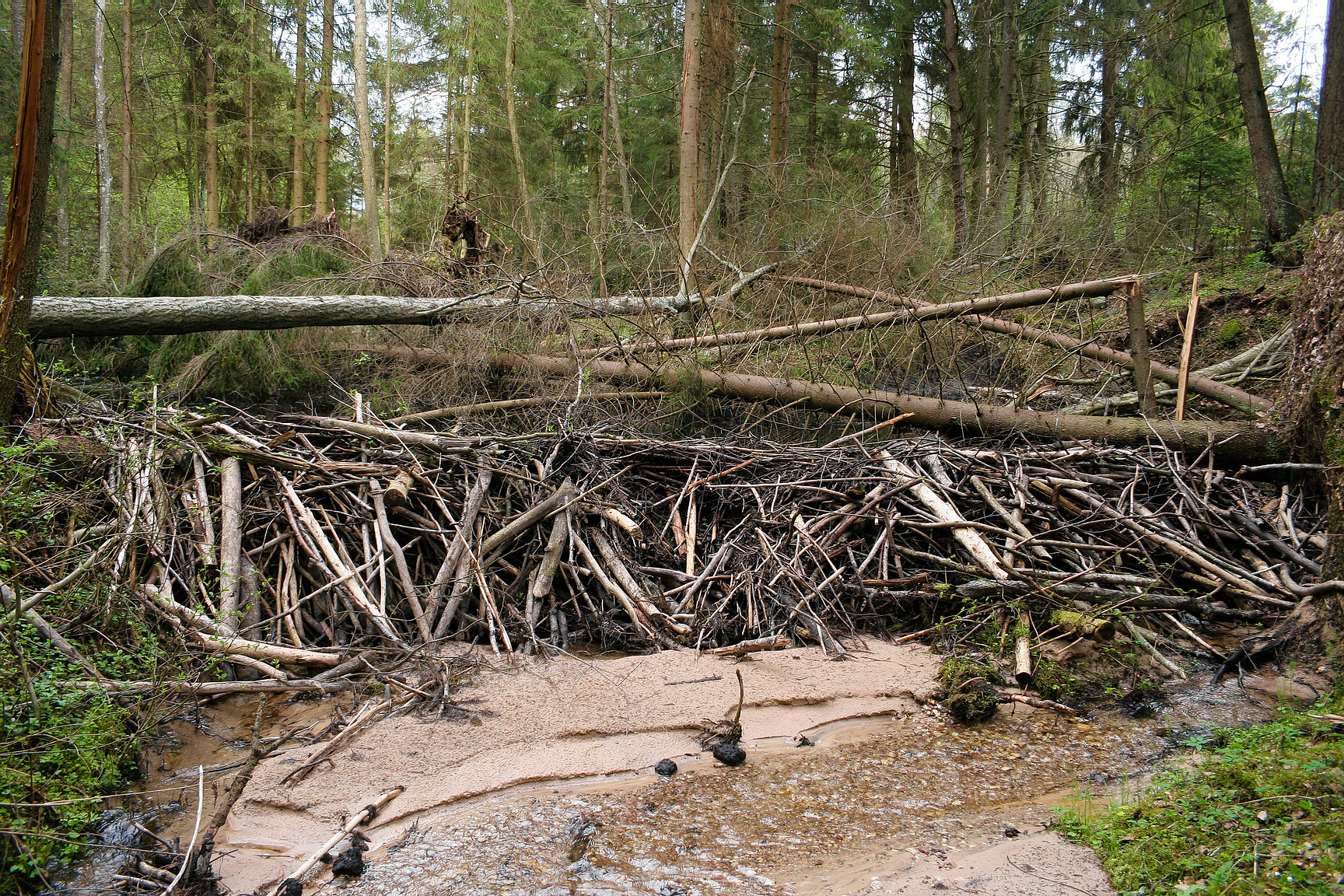
Tama bobrów na cieku wodnym koło Ginkūnai, Litwa

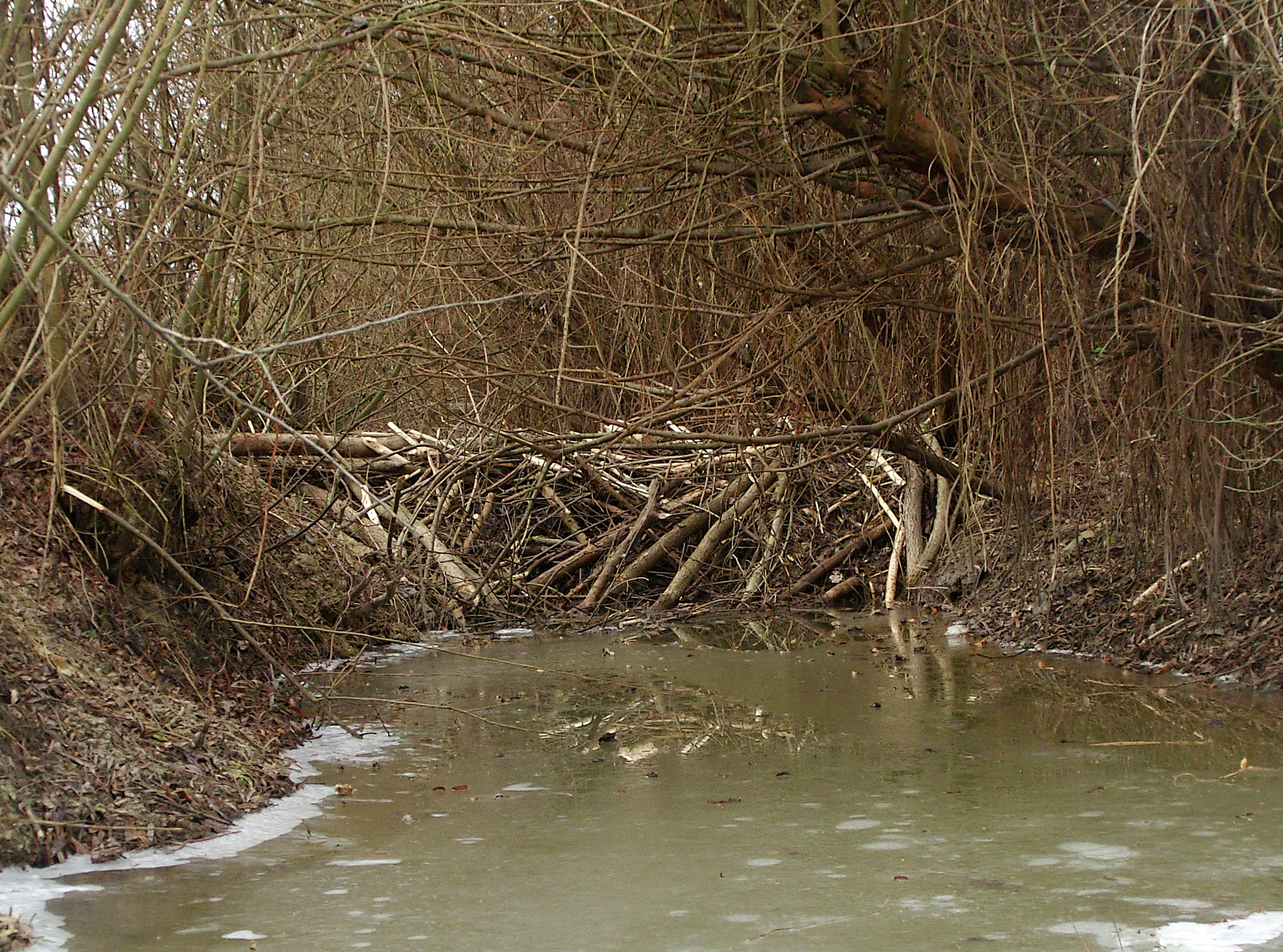
Jedna z systemu tam na potoku Młynówka w Bączalu Dolnym

Najczęściej spotykanymi formami użytkowania siedliska są nory. Potwierdzają to badania naukowe przeprowadzone w dolinie Rodanu we Francji oraz w latach osiemdziesiątych w Polsce, gdzie zinwentaryzowano je w 51% zbadanych, zajmowanych stanowisk. Bobry drążą nory w stromych brzegach cieków lub dołów potorfowych. Istotnym warunkiem do ich tworzenia są małe wahania poziomu lustra wody. Wejścia są zwykle sytuowane pod powierzchnią wody, na głębokości, która zapewnia, że w porze zimowej nie zamarznie. Korytarz biegnie od wejścia ukosem w górę, gdzie zlokalizowana jest komora gniazdowa. Zazwyczaj jest ona ulokowana 30–70 cm powyżej górnej krawędzi wejścia, by zabezpieczyć przed zalaniem. Warstwa gruntu nad komorą musi być jednak wystarczająco gruba, by zapewnić bezpieczeństwo. Jest to możliwe wtedy, gdy brzeg jest dość wysoki – co najmniej 1,5–2 m powyżej wejścia. System nor jest strukturą znacznie rozbudowaną, wielopiętrową, wyposażoną w kilka komór gniazdowych. Łączna długość korytarzy może osiągać 50 m, ale znane są siedliska w których przekroczyła 100, a nawet 200 m. Podwodne tunele mają w przekroju kształt owalny: szerokość osiąga 30–60 cm, a wysokość 20–35 cm.

##### Tamy

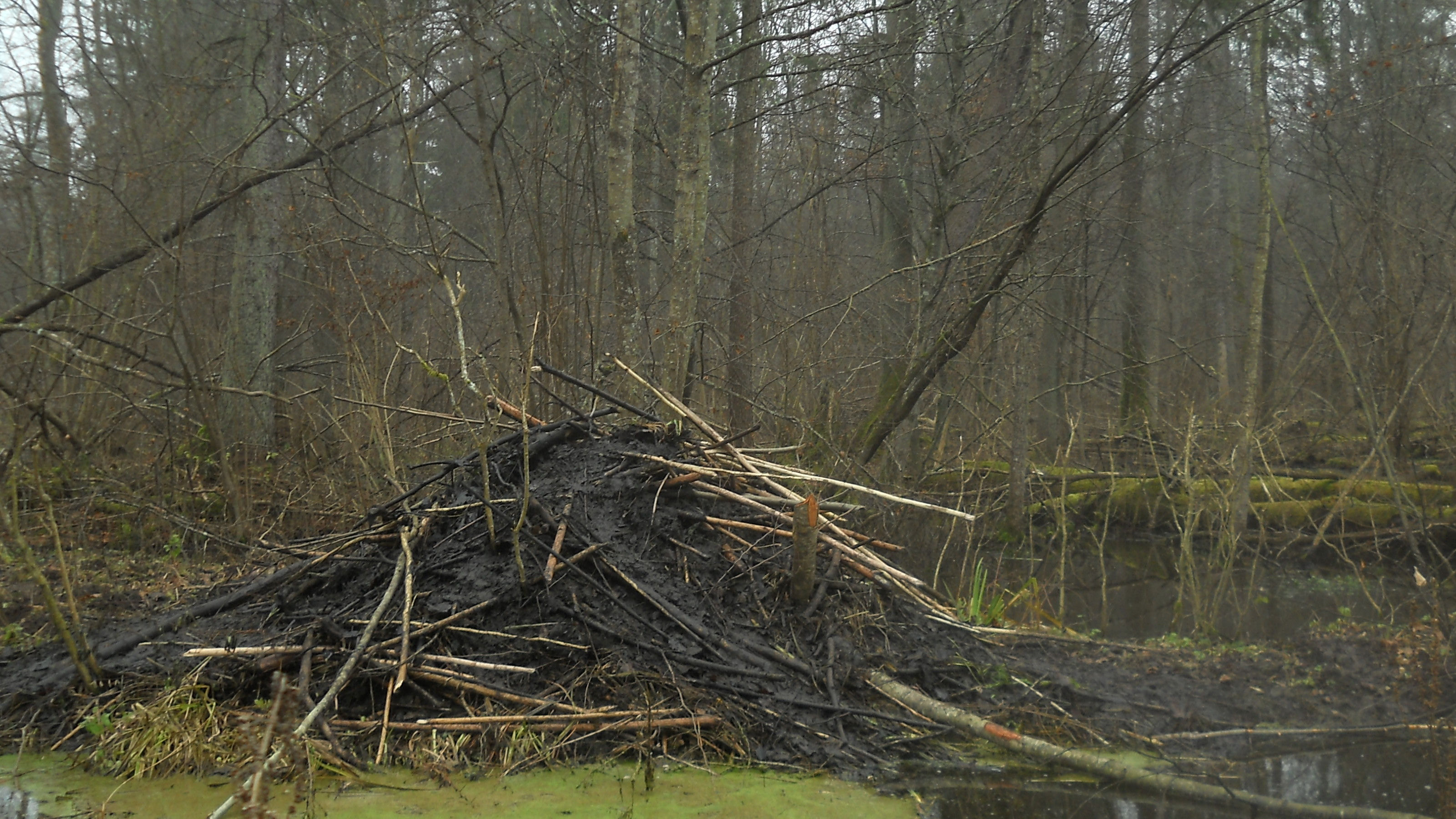
Żeremie bobrów w Puszczy Białowieskiej

Do wykonania tamy bobry używają gałęzi, mułu, darni, kamieni i żwiru, ale w trudniejszym terenie wykorzystują niemal wyłącznie kamienie. W wybranym miejscu cieku bobry formują wał z mułu i piasku dennego, po czym mocują na dnie gałęzie, które stanowią szkielet. Kładą je w kierunku zgodnym z przepływem wody lub wbijają w dno. Później kolejno układają gałęzie poprzecznie, darń, muł oraz części roślin i warstwa po warstwie wznoszą budowlę ku zamierzonemu poziomowi. Gotowa tama zachowuje szczelność, a spiętrzona woda może przelewać się tylko wierzchem. Przy brzegu bobry budują małe kanały, przez które może być odprowadzany nadmiar wody. Zwykle jedna tama główna chroni żeremia lub nory danej rodziny.
Wysokość tam waha się od kilkunastu do kilkudziesięciu centymetrów. Największe budowle przy wysokości kilku metrów mogą mieć szerokość nawet kilkuset metrów. Tamy są bardzo trwałe. Wytrzymują napór wody i lodu. W wyniku budowy tamy powstają stawy o powierzchni od pół aż do kilkudziesięciu hektarów. Zmysł inżynierski bobrów pozwala także na zbudowanie na danym cieku całego systemu kaskadowego, który osłabia napór wody i umożliwia zalanie większego terenu.
W 2000 roku leśnicy odnotowali fakt zbudowania przez rodzinę bobrów w Beskidzie Niskim na odcinku rzeki o długości 1,2 km systemu tam o wysokości od kilkunastu centymetrów do 1,6 metra.

##### Żeremia
Populacje zamieszkujące tereny nizinne budują żeremia – domki. Zbudowane są z takich samych materiałów jak tamy. Budowa może być wykonana na dwa sposoby. W pierwszym praca zaczyna się od wykopania nory od dna cieku w miejscu, gdzie będzie podwodne wejście do komory, która zostanie wykopana w pasie brzegu i będzie zlokalizowana ponad poziomem wody. Na komorę zostają nałożone na przemian gałęzie, darń i muł. Budowla nabiera kształtu stożka. W drugim sposobie prace zaczynają się od wykopania od góry zagłębienia, które będzie przyszłą komorą, by później zabudować ją od góry na kształt kopca. Wyjście również jest wykopywane pod poziom wody. Żeremie może mieć wysokość 3 metrów, a średnica podstawy może dochodzić nawet do 20 m.
Ulepszanie i prace remontowe bobry prowadzą codziennie, natomiast jesienią prace są szczególnie intensywne. Mają wzmocnić i zabezpieczyć budowlę przed zimą. Na wiosnę trwają naprawy po zimie i remont żeremi przed narodzinami młodych.
Wnętrze żeremia zawiera jedną komorę, która jest zlokalizowana ponad poziomem wody. Od niej do góry wiedzie kanał wentylacyjny wykonany z luźnych gałęzi. Czasem – szczególnie w terenie o wysokich i stromych brzegach – żeremie może zawierać kilka pięter komór. Komora jest wysłana gałązkami, suchym materiałem roślinnym oraz wiórami z drewna. W dół od komory biegną korytarze kończące się wyjściem zlokalizowanym poniżej lustra wody. Łączna długość korytarzy może dochodzić do kilkudziesięciu metrów.

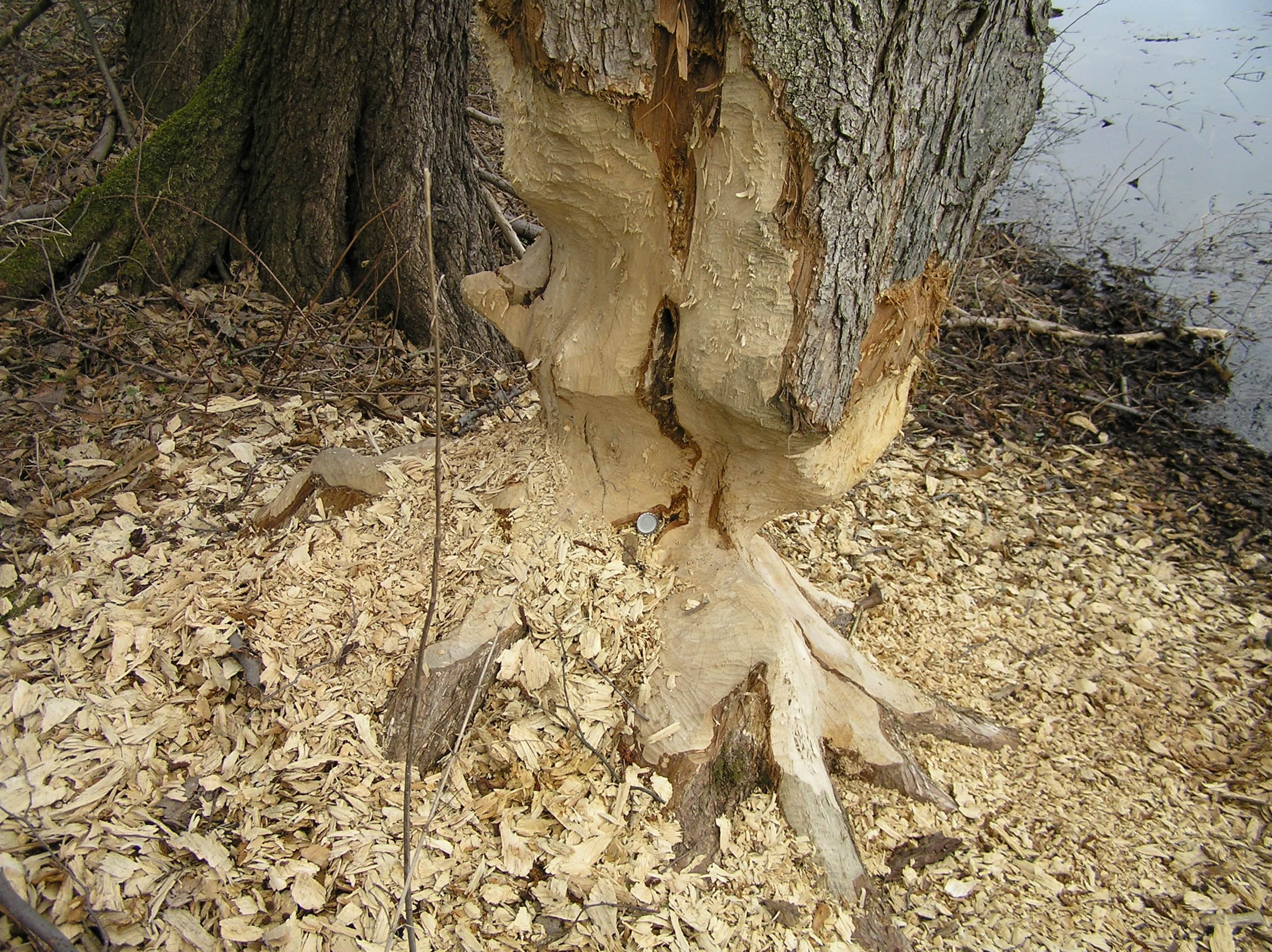
Podcięty wiąz górski grubości ok. 70 cm

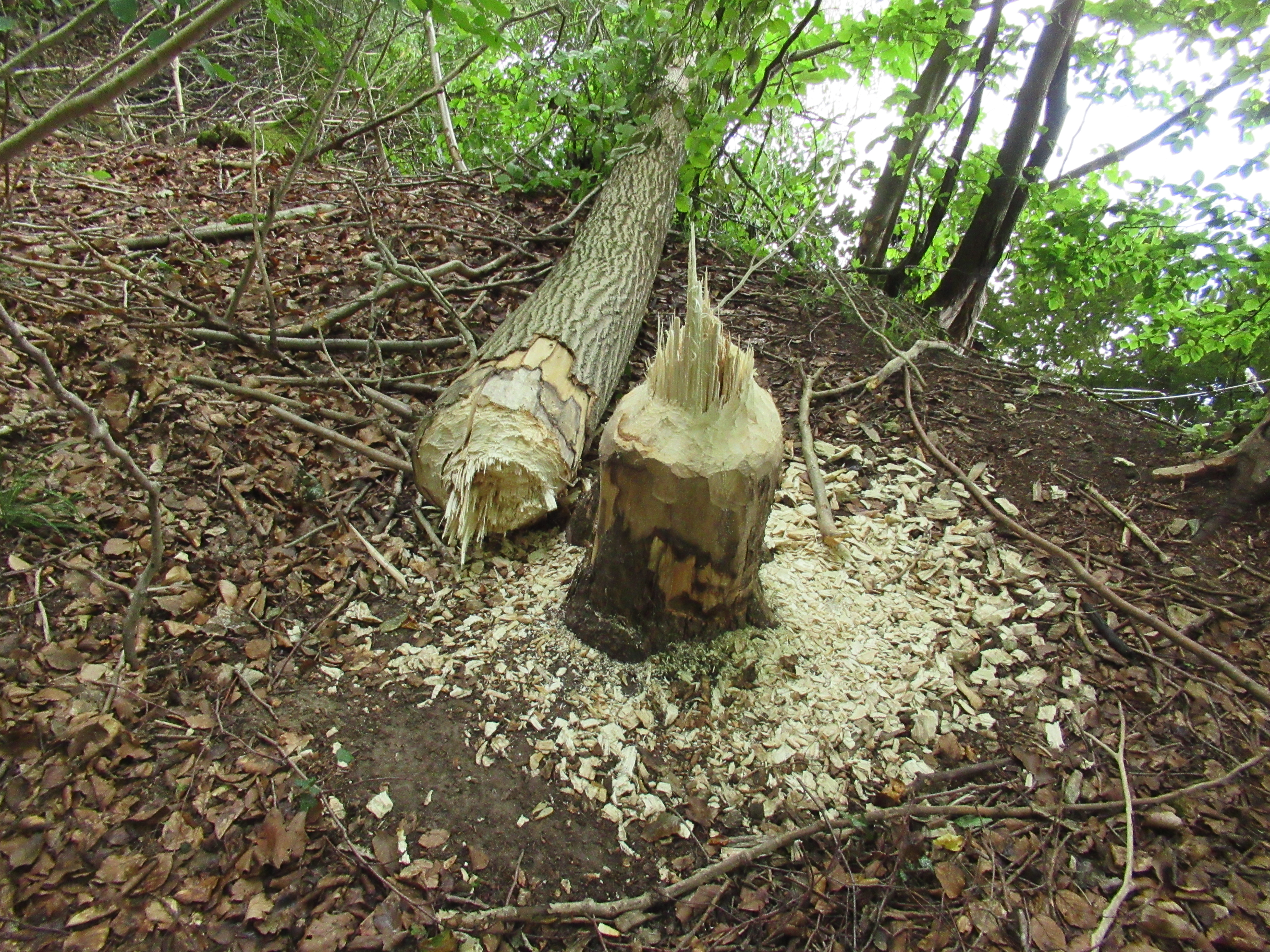
Całkowicie ścięte drzewo nad jeziorem Kamienica w woj. zachodniopomorskim

##### Ścinanie drzew
Bobry potrafią ścinać drzewa w sposób bardzo sprawny. Robią to, by uzyskać dostęp do delikatnych gałęzi, które mają cienką korę i wysoką wartość energetyczną. Równocześnie zdobywają gałęzie, które będą materiałem do wznoszenia budowli. Bobry potrafią ściąć nawet bardzo grube drzewa – o średnicy do 1 metra.

#### Magazynowanie pożywienia
Bobry europejskie zbierają przed zimą karmę drzewną i magazynują ją w tratwach zatapianych pod wodą lub rzadziej w norach. Spiżarnie lokalizują w pobliżu wejścia do nory lub żeremia. Na terenach górskich bobry zakładają magazyny w tych częściach cieków, gdzie mogą być zabezpieczone przed rwącą wodą. Spiżarnie są lokalizowane w zakolach rzek, a same tratwy mocowane do brzegu i dna. Bobry zamieszkujące rwące górskie rzeki mogą rezygnować z magazynowania pożywienia w formie zatapianych tratw. Składają wówczas zapasy w specjalnie przygotowanych norach. Fakt istnienia bobrzych magazynów na danym terenie ułatwia pracę leśnikom prowadzącym inwentaryzację populacji, bowiem są dowodem na to, że okoliczne nory lub żeremia są zamieszkane przez rodzinę bobrów.
Magazyny mają zwykle dość znaczne rozmiary. Na terenach nizinnych magazyn może zajmować od 5 do 19 m³, a zapasy w przeliczeniu na jednego bobra mogą zajmować od 1,1 do 4,5 m³. Na terenach górskich, gdzie zimy są surowsze, odnotowano istnienie magazynów o wielkości 25 m³. Maksymalne napotkane spiżarnie rodziny bobrów zajmowały aż 70 m³.
Badając zawartość spiżarni, leśnicy stwierdzili, że sporadycznie oprócz karmy drzewnej bobry magazynują czasem także kłącza grążeli (Nuphar luteum) i grzybieni (Nymphaea alba). Bobry potrafią się łatwo przystosować do danego otoczenia. Na Pojezierzu Brodnickim nauczyły się, że mogą korzystać z sąsiedztwa plantacji buraka cukrowego, która funkcjonuje bezpośrednio przy ich bagnach. Jesienią do ich magazynów w norach trafiły buraki z 25 arów plantacji. Bobry z populacji bieszczadzkiej zabierały do spiżarni wałki wierzby ułożone w stosy przez robotników leśnych.

## Znaczenie gospodarcze
W przeszłości bobry ceniono ze względu na futro, mięso oraz strój bobrowy – wydzielinę dodatkowych gruczołów płciowych, półpłynną masę o przenikliwym zapachu piżma, z której po wysuszeniu uzyskiwano czerwonobrązowy proszek nazywany kastoreum. Aromatycznym składnikiem tej substancji jest przede wszystkim kastoramina. Kastoreum było stosowane w przemyśle perfumeryjnym do wzmacniania zapachu oraz w przemyśle spożywczym jako aromat naturalny. W przeszłości strój bobrowy ceniony był ze względu na właściwości lecznicze. Staropolska medycyna okrzyknęła go lekiem na wszelkie dolegliwości. Cena sproszkowanego specyfiku była bardzo wysoka – w połowie XIX wieku za jedną uncję (około 28 g) płacono aż 240 złotych polskich. Tłuszcz (skrom) z bobra służył do leczenia ran.
Mięso z bobrów wykorzystuje się do celów kulinarnych. Zalicza się je do surowców wysokobiałkowych, ale niskokalorycznych, co sprawia, że z punktu widzenia dietetyki jest produktem poszukiwanym. Bobrzyna jest krucha, bardzo soczysta, o wysokich walorach smakowych, ale charakteryzuje się niską trwałością. Łukasz Gołębiowski, jeden z pierwszych polskich etnografów, pisał w 1830 roku: „Umiejętność kucharska przyswoiła do ryb i bobry, robiąc z nich i na post kiełbaski, potrawki, plusk, czyli ogon jego nade wszystko ceniąc”. Bobra, zwierzę wodne, traktowano jako pokrewne rybom. Dlatego dopuszczalne było zjadanie bobrzyny w czasie postu. Przyrządzony ogon bobra, czyli tak zwany plusk, który w naturze pokryty jest łuską, podawano nawet wśród potraw wieczerzy wigilijnej.
Działalność bobrów może przynosić pewne szkody gospodarcze. Według szacunków naukowców w Polsce na początku XXI w. ok. 3% stanowisk bobrzych powodowało takie szkody. W większości występują one w bliskiej odległości od rzeki. Powodują podtopienia, blokady przepustów, ścinanie drzew gospodarczych, uszkodzenia grobli itp. Zdarza się również, że bobry mogą magazynować i zjadać rośliny uprawne, takie jak buraki. W Polsce za szkody wyrządzone przez bobry odpowiada Skarb Państwa.

## Zagrożenia i ochrona
W XIX wieku istniały już tylko wyspowe stanowiska bobrów we wschodniej części Polski. Zasadniczy kryzys liczebności bobrów na ziemiach polskich przypadł na lata 1850–1900. Jednak już w trzy lata od odzyskania niepodległości, w 1921 r., uznano bobra za gatunek ginący i wpisano go na listę zwierząt objętych całkowitą ochroną. Po II wojnie światowej na terenie Polski bóbr występował skrajnie nielicznie: podczas inwentaryzacji w 1950 roku wykazano zaledwie jedno naturalne stanowisko na terenie Suwalszczyzny – na rzece Marysze, dopływie Czarnej Hańczy. W roku 1949 wsiedlono pierwsze bobry sprowadzone ze Związku Radzieckiego do rzeki Biebrzy pod Osowcem. Kilka lat później zidentyfikowano nowe stanowiska bobra w dorzeczu Hańczy i na jeziorze Wigry. Przyjęto, że były to osobniki przybyłe z dorzecza Niemna na terenach Związku Radzieckiego. W 1958 roku szacowano, że w dorzeczu Czarnej Hańczy i w rejonie Wigier żyje już około 30 bobrów. W tym samym roku stwierdzono pierwsze żeremia bobrowe w Puszczy Białowieskiej, na rzece Narewce przy ujściu Hwoźnej. Pobudowały je osobniki przybyłe z białoruskiej części Puszczy. Trzecim rejonem naturalnej migracji bobrów były okolice Kanału Mazurskiego oraz dorzecze Węgorapy i jezioro Oświn, dokąd prawdopodobnie przybyły osobniki z dorzecza Pregoły. Dzięki ochronie prawnej i reintrodukcji gatunek występuje obecnie coraz liczniej.
Nadal jednak działania człowieka stanowią zagrożenie dla bobrów. Częste są przypadki kłusownictwa, które nierzadko prowadzą do wyniszczenia lokalnej populacji. Kłusownicy używają sieci lub wnyków ulokowanych w miejscach wślizgiwania się bobrów do wody. Pospolitymi działaniami wymierzonymi w bobry są akty niszczenia tam i żeremi oraz palenia ich, a także rozkopywania nor.

### Ochrona prawna
Bóbr europejski podlega ochronie w większości krajów europejskich na podstawie dwóch aktów prawnych.
Pierwszym z aktów określających zasady ochrony gatunku jest Konwencja o ochronie gatunków dzikiej flory i fauny europejskiej oraz ich siedlisk, tzw. konwencja berneńska (Dz. U. z 1996 r. Nr 58, poz.263). Bóbr umieszczony jest w III załączniku określającym chronione gatunki zwierząt. Artykuł 7 konwencji zaleca, by poszczególne państwa tak dopasowywały własne regulacje prawne ochrony zwierząt wymienionych w załączniku III oraz jasno określały ich eksploatację, by eliminować zagrożenia dla istnienia populacji.
Drugim europejskim aktem jest Dyrektywa 92/43/EWG z dnia 21 maja 1992 w sprawie ochrony siedlisk naturalnych oraz dzikiej fauny i flory. Jest to tak zwana dyrektywa siedliskowa. C. fiber wymieniony jest w załączniku II tego dokumentu, w którym określone są gatunki fauny i flory, których ochrona wymaga wyznaczenia specjalnych obszarów ochrony sieci Natura 2000, oraz w załączniku V, gdzie wskazano gatunki zwierząt i roślin, których pozyskiwanie ze stanu dzikiego i eksploatacja jest możliwa pod warunkiem, że populacja tych gatunków zostanie zachowana we właściwym stanie ochrony.
W Polsce bóbr europejski był objęty ochroną gatunkową we współczesnym znaczeniu od 1952 roku. W 2001 roku, wprowadzając rozróżnienie na ochronę ścisłą i częściową zwierząt, ustalono, że bobra obejmuje ta druga forma. W Rozporządzeniu Ministra Środowiska z 16 grudnia 2016 gatunek znalazł się dodatkowo na liście zwierząt które mogą być zastrzelone z broni myśliwskiej lub chwytane w pułapki żywołowne – w okresie od dnia 1 października do dnia 15 marca. W Finlandii, Szwecji, na Litwie, częściowo w Rosji przywrócono polowania na bobry.
Specjaliści zwracają uwagę na potrzebę przywrócenia funkcji bobrowniczego, do którego zadań powinna należeć opieka nad gatunkiem, w tym: prowadzenie regularnego monitoringu populacji bobrów oraz ich oddziaływania na środowisko, szacowanie rozmiaru szkód spowodowanych przez działania tych zwierząt, monitorowanie i rozwiązywanie powstających konfliktów, a także nadzorowanie wdrażania i stosowania środków technicznych pozwalających na zmniejszenie rozmiaru szkód, oraz ocena ich skuteczności.

### StatusC. fiberw „Czerwonej księdze gatunków zagrożonych” i księgach narodowych
Międzynarodowa Unia Ochrony Przyrody (IUCN) w wydanej w 2002 roku edycji Czerwonej księgi gatunków zagrożonych zaliczała C. fiber do gatunków bliskich zagrożenia – „NT” (ang. near threatened). W 2008 roku IUCN oceniła skuteczność wdrożonych regularnych programów ochronnych, zważyła odnotowywaną tendencję do odzyskiwania przez bobry utraconych w przeszłości obszarów występowania i zaliczyła C. fiber do kategorii gatunków najmniejszej troski (niższego ryzyka) oznaczanej akronimem „LC”.
Edycje mongolskiej czerwonej księgi z 1987 i 1997 roku, oraz mongolska ustawa łowiecka z 1995 roku wymieniają endemiczny podgatunek Castor fiber birulai jako rzadki (potencjalnie zagrożony) – „R”, zaś od 2000 roku lokalne populacje podlegają ochronie ustawowej. Na terenie Mongolii przeprowadzanych jest wiele translokacji, które mają prowadzić do zwiększenia liczebności populacji i zasięgu występowania bobrów. Od 1965 roku na terenie doliny rzeki Ulungur He funkcjonuje – utworzony w celu ochrony C. f. birulai – rezerwat przyrody Bulgan gol. Około 11% zasięgu występowania C. f. birulai to obszary chronione.
Chińska czerwona księga określa ten podgatunek jako „EN” – zagrożony.

## Obecność w kulturze

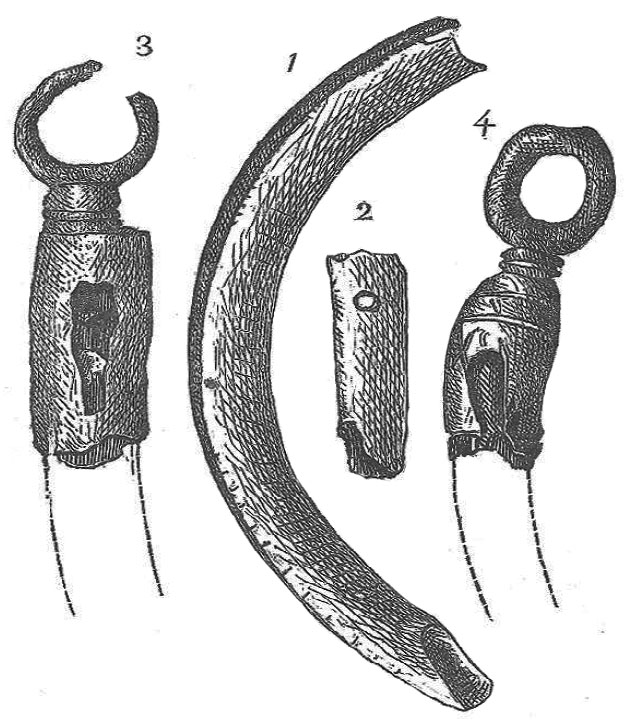
Ozdoby z zębów bobra znalezione na francuskich stanowiskach archeologicznych:
1. Dolny ząb bobra odnaleziony na torfowisku Sommy w Abbeville
2. Fragment zęba z otworem do zawieszenia (pochówek w Chassemy, Aisne, Pikardia)
3. Brązowa oprawa otaczająca ząb bobra. Prawdopodobnie odnaleziona w dolinie Saony.
4. Brązowa oprawa z zęba bobra z wykopalisk w Mont-Berny, w lasku Compiègne

Bobry towarzyszyły człowiekowi od pradziejów, więc zostały włączone także do lokalnych wierzeń ludowych. Chantowie i Mansowie – ludy ugrofińskie zamieszkujące zachodnią Syberię, na wschód od rzeki Ob – uznają bobry za zwierzęta posiadające duszę. U starożytnych ludów (Germanowie, Finowie i Norwegowie) bóbr był zwierzęciem ofiarnym. Ludy pierwotne używały siekaczy bobrów do wyrobu amuletów.
W XVII w. Kościół katolicki zezwolił na jedzenie mięsa bobra w okresie wielkiego postu, gdyż uważano, iż bóbr jako zwierzę wodne, winien być traktowany jako pokrewny rybom. Ogon bobra, czyli tak zwany plusk, który w naturze pokryty jest łuską, podawano także wśród potraw wieczerzy wigilijnej.

### Geografia
O powszechnej obecności bobrów na terenie Europy i Azji świadczą nazwy miejscowości, rzek i jezior utworzone od ich nazwy. W Polsce jest około 80 miejscowości o nazwach nawiązujących do bobrów. Nazwy te nie zawsze stanowią dowód występowania w przeszłości bobrów w danej okolicy, gdyż początek mogły im dać nazwiska pierwszych osadników lub właścicieli.
| województwo         | powiat        | miejscowość     |
| ------------------- | ------------- | --------------- |
| Kujawsko-Pomorskie  | lipnowski     | Bobrowniki      |
| Opolskie            | oleski        | Bobrowa         |
| Podkarpackie        | dębicki       | Bobrowa         |
| Podkarpackie        | dębicki       | Bobrowa Wola    |
| Podkarpackie        | jarosławski   | Bobrówka        |
| Podlaskie           | białostocki   | Bobrowniki      |
| Podlaskie           | białostocki   | Bobrowa         |
| Podlaskie           | hajnowski     | Bobrówka        |
| Podlaskie           | moniecki      | Bobrówka        |
| Podlaskie           | sokólski      | Bobra Wielka    |
| Podlaskie           | sokólski      | Bobrowniki      |
| Podlaskie           | suwalski      | Bobrowisko      |
| Pomorskie           | słupski       | Bobrowniki      |
| Pomorskie           | starogardzki  | Bobrowiec       |
| Śląskie             | będziński     | Bobrowniki      |
| Świętokrzyskie      | kielecki      | Bobrza          |
| Świętokrzyskie      | włoszczowski  | Bobrowniki      |
| Świętokrzyskie      | włoszczowski  | Bobrowska Wola  |
| Warmińsko-mazurskie | braniewski    | Bobrowiec       |
| Warmińsko-mazurskie | ełcki         | Bobry           |
| Warmińsko-mazurskie | ełcki         | Bobry           |
| Warmińsko-mazurskie | kętrzyński    | Bobrowo         |
| Warmińsko-mazurskie | lidzbarski    | Bobrownik       |
| Warmińsko-mazurskie | mrągowski     | Bobrówko        |
| Warmińsko-mazurskie | olsztyński    | Bobry           |
| Wielkopolskie       | koniński      | Bobrowo         |
| Wielkopolskie       | koniński      | Bobrowo-Kolonia |
| Wielkopolskie       | koniński      | Bobrowo         |
| Wielkopolskie       | ostrzeszowski | Bobrowniki      |
| Zachodniopomorskie  | drawski       | Bobrowo         |
| Zachodniopomorskie  | koszaliński   | Bobrowo         |
| Zachodniopomorskie  | sławieński    | Bobrowice       |
| Zachodniopomorskie  | sławieński    | Bobrowiczki     |
| Zachodniopomorskie  | stargardzki   | Bobrowniki      |

Do rzek o nazwie Bóbr należą lewy dopływ Odry oraz lewy dopływ Brezyny.
Bobry były obecne w heraldyce europejskiej, ale stosowane wówczas graficzne wyobrażenia świadczyły o braku znajomości gatunku. Bóbr w herbie niemieckiego Biberach ma głowę drapieżnika.

Bóbr heraldyczny w herbie Eno w Joensuu
Bóbr w herbie polskiego Bobrowa
Bóbr w herbie Biberach an der Riß

### Bóbr w przysłowiach
Bobry funkcjonowały od wieków w tradycyjnych polskich przysłowiach ludowych, najczęściej w pozytywnym kontekście. „Jak masz bobra sprawa dobra”, „jak zabijesz bobra, nie będziesz miał dobra” (za zabijanie bobrów groziła kara), „płakać jak bóbr” (w przekonaniu myśliwych bóbr zabijany lub ścigany płakał), „okupić się jak bóbr strojami” (nawiązanie do rzekomego okaleczania się bobrów i w sytuacji osaczenia odgryzania sobie genitaliów, by stać się bezwartościowym dla myśliwego i ujść z życiem), „nie zawsze się dają łapać bobry” (nie zawsze nadarza się dobra okazja), „bobrować jak nurek w wodzie” (szukać w trudnym terenie, myszkować, szperać), „bóbr rzadko nie nurkiem patrzy” (spode łba), „złap bobra na wodzie, on jeszcze nurkiem pójdzie”, „gdzie bobry tam pstrąg dobry” (wędkarskie) oraz „spać jak bóbr”. Bóbr obecny jest także w przysłowiach rosyjskich, na przykład „zabić bobra” oznacza: zrobić zły interes.

### Kinematografia
W polskim dramacie z 2012 roku Zabić bobra (reż. Jan Jakub Kolski), bobry które wprowadziły się do rodzinnej miejscowości Eryka, żołnierza sił specjalnych, zmieniają otoczenie, budują żeremia i „naruszają pejzaż”. Dla Eryka, zmagającego się z traumami i wspomnieniami z wojny, gryzonie stają się symbolem agresywnych czynników zaburzających rzeczywistość. Podejmuje z nimi walkę w próbie przywrócenia stanu sprzed lat. Walka ta symbolizuje zmaganie się z własnymi słabościami.

### Odniesienia w literaturze pięknej
W Krzyżakach H. Sienkiewicza Maćko z Bogdańca stosuje skrom bobrowy do leczenia rany. Przyjemna w dotyku sierść bobra jest wspominana w dość frywolnych metaforach współczesnej literatury amerykańskiej. Pod koniec lat 30. XX wieku dużą popularnością cieszyły się kuplety „Niedobrze panie Bobrze” (1935) autorstwa Jerzego Jurandota, wykonywane przez polski zespół rewelersów Chór Dana. W 1938 roku Jurandot wydał w formie książkowej zbiór tekstów kabaretowych. Tomik nosił tytuł wspomnianego kupletu.